# Franco-Ontariens
Les Franco-Ontariens ou francophones de l'Ontario sont les résidents de langue française qui habitent la province canadienne de l'Ontario ou qui en sont originaires.
La plupart des Franco-Ontariens appartiennent à la famille des Canadiens français, leurs ancêtres ayant vécu au Québec, en Nouvelle-France et en France. Une proportion grandissante de francophones de l'Ontario provient directement des autres pays de la francophonie mondiale.
Les francophones sont présents en Ontario depuis 1610, même si la plupart des Franco-Ontariens contemporains sont arrivés à partir de la deuxième moitié du XIXe siècle.
Le long de la frontière avec le Québec, dans le nord-est et l'est de l'Ontario, les Franco-Ontariens habitent des localités où ils sont majoritaires ou proportionnellement significatifs. Plus loin, dans le Nord-Ouest et le Centre-Sud-Ouest, ils représentent entre 1% et 6 % de la population locale.
Depuis 2010, le Jour des Franco-Ontariennes et des Franco-Ontariens est le 25 septembre, jour où s'est tenu, à Sudbury, la première levée du drapeau franco-ontarien en 1975.

## Histoire

### Les premiers Français en sol ontarien

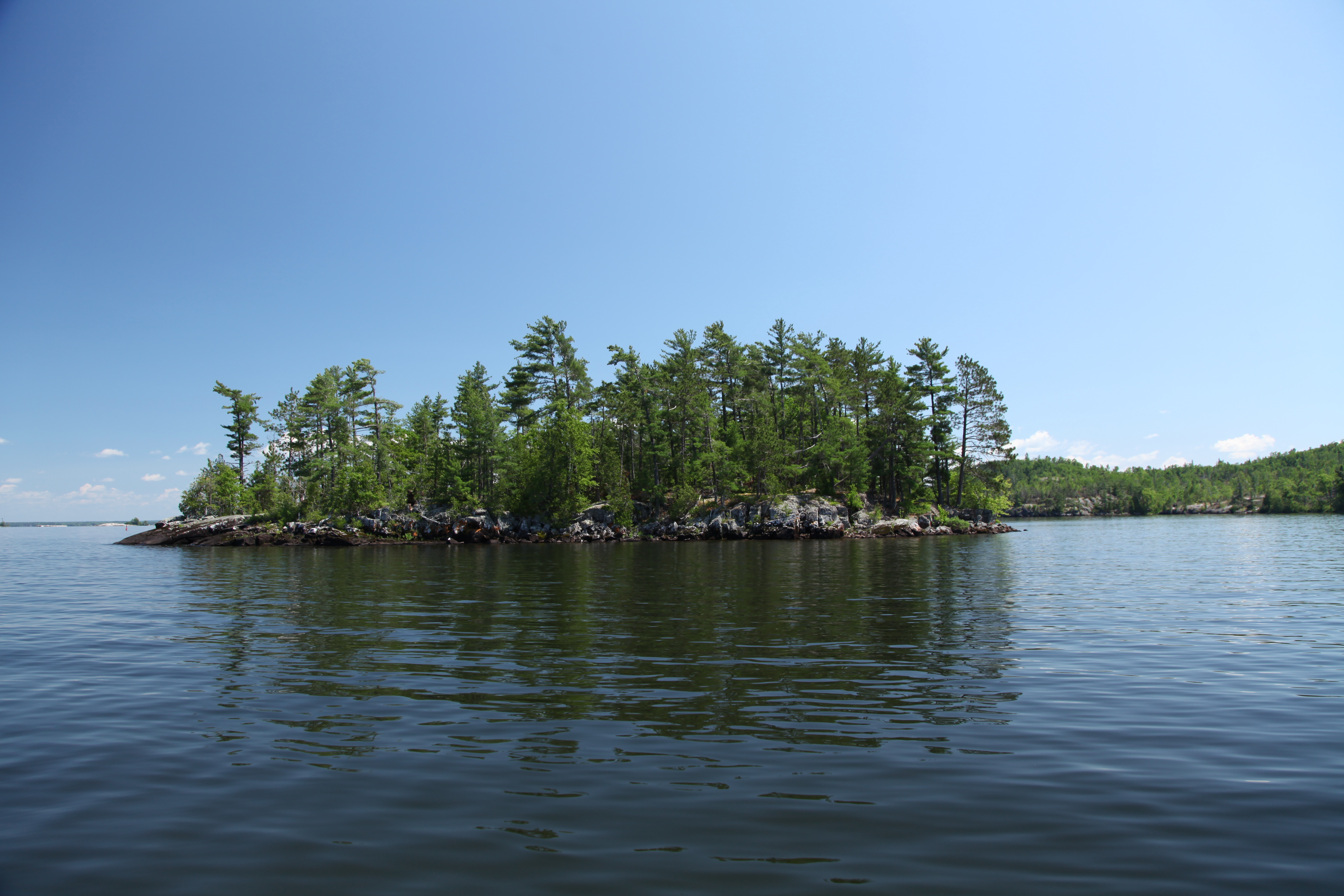
Une île du lac Nipissing.

#### Des civilisations autochtones
Avant l'arrivée des premiers Français en 1610 dans la région de la future province de l'Ontario, le territoire est déjà habité depuis des millénaires par diverses nations autochtones.
La dernière glaciation de l'Amérique du Nord, soit la glaciation du Wisconsinien, débute près de 70 000 ans avant notre ère et se termine entre 9 000 et 10 000 ans avant notre ère, période où commence à se libérer le moyen-nord de l’Ontario avec la fonte de l'inlandsis laurentidien. La région du lac Nipissing atteste ainsi « des traces encore visibles à la surface du sol » de cette glaciation. La fonte du glacier dégage beaucoup d’eau, ce qui alimente des rivières et des lacs qui se déversent dans le lac Nipissing, la rivière des Français et les Grands Lacs. Les basses-terres du Nipissing – entre 150 et 300 mètres au-dessus de la mer – forment une couronne autour du lac et fournissent des terres plus ou moins propices à l’agriculture. Le lac Nipissing se prolonge comme une immense rivière sinueuse, remplie d’îles, communément appelées le West Arm. Selon les plus récentes études archéologiques, les premiers Autochtones de la région arrivent dès la fonte de ces glaces, très probablement du Sud. À partir d’au moins 2 000 ans avant notre ère, des tribus autochtones sont bien établies à Bahweting ou « les rapides » entre les lacs Huron et Supérieur, d’où le nom « Saulteux » qui leur sera attribué par les Français.
Les Ojibwés (Saulteux dans l’Ouest ou bien Chippewa aux États-Unis) habitent autour des Grands Lacs et appartiennent au grand groupe culturel des Algonquiens; avec les Outaouais et les Algonquins, ils se représentent communément comme Anichinabés. Les Népissingues sont un groupe algonquien qui habite le lac Nipissing. La cueillette de baies, de riz et de sirop d’érable est une activité communautaire qui nécessite une importante collaboration. Dans le nord des Grands Lacs, des milliers d’Ojibwés se rassemblent pour pêcher le poisson d’eau douce au harpon et au filet. Les bandes, qui se regroupent pendant la saison estivale, sont politiquement autonomes, chacune dotée d’un chef et d’un territoire de chasse exclusifs, même si elles partagent des traditions et leurs enfants se marient entre eux.
À la fin du Régime français (soit 1763 avec la signature du Traité de Paris), le territoire de l'Ontario (plus précisément le contour des Grands Lacs) demeure d'abord et avant tout essentiellement un monde autochtone, avec 2 000 Français tout au plus qui habitent une région peuplée par au moins 20 000 autochtones (Algonquins, Outaouais, Poutouatamis, Sauteux, Cris et autres nations apparentées),,,,. À l'exception de Détroit, la plupart des postes n'ont pas de population française permanente importante. La majorité des Français qui s'y trouvent forment une population flottante qui fluctue au gré des engagements de voyageurs provenant pour la plupart de la vallée du Saint-Laurent.

#### Premières incursions françaises

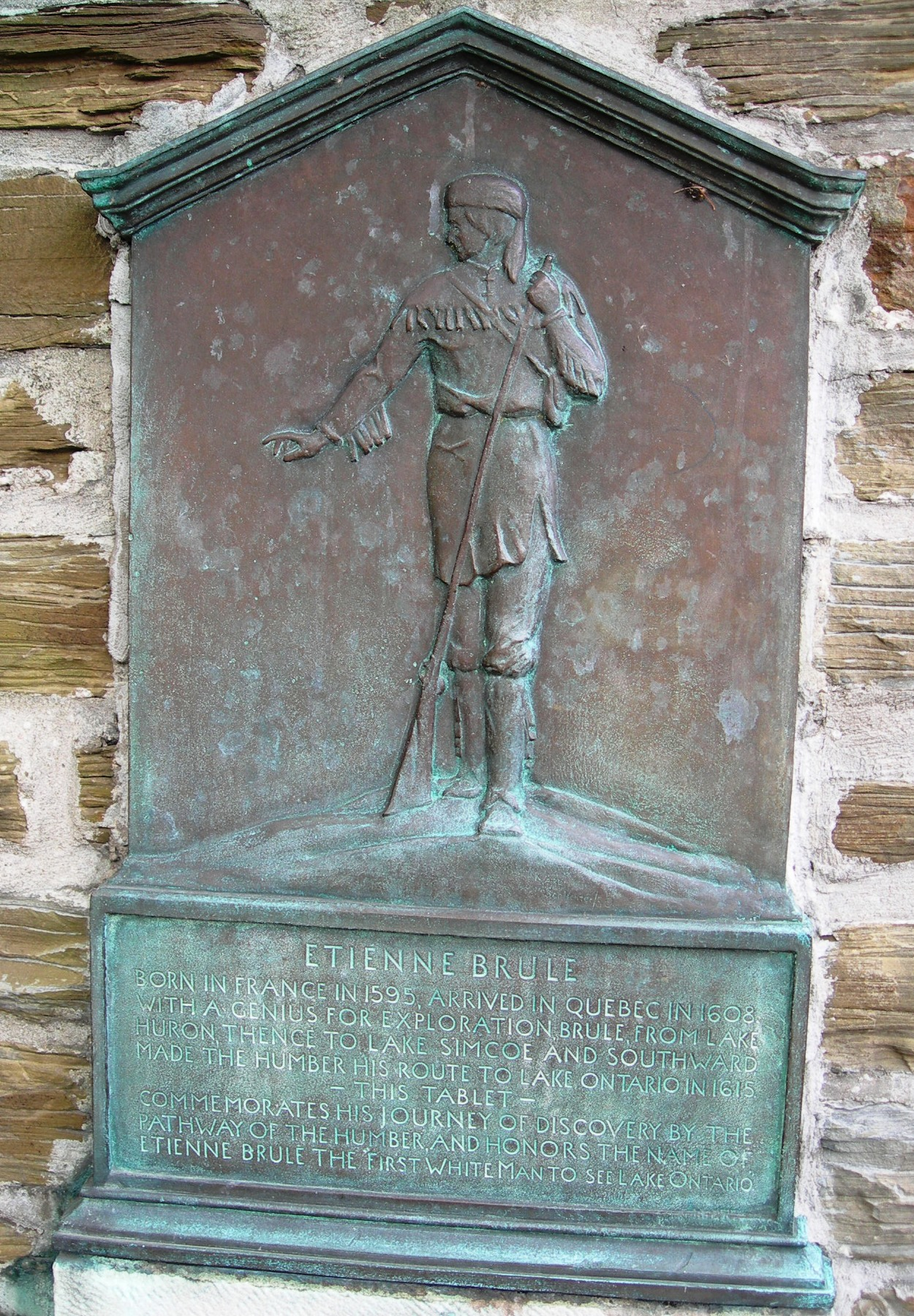
Plaque d'Étienne Brûlé, Old Mill Toronto (Ontario).

Quoique la France explore les côtes de l'Amérique du Nord depuis les pérégrinations de Giovanni da Verrazzano à la solde du roi François Ier en 1524, les premières incursions d'explorateurs français dans la région des Grands Lacs n'ont lieu qu'au début du XVIIe siècle. Même à cela, les Français dépendent de leurs alliés autochtones pour apprivoiser la géographie du bassin hydrographique. Comme l’explique l’historien Cornelius J. Jaenen, « les aventuriers laïcs et religieux cherchent des guides [autochtones] pour les diriger le long des voies d’eau sinueuses du bassin des Grands Lacs ».
Les activités économiques générées par ces premières rencontres entre Français et Autochtones n'ont rien de nouveau: il s'agit d'une extension d'échanges millénaires préexistants entre nations autochtones. Entre autres, les Grands Lacs sont une source importante de cuivre et de catlinite, dont on se sert de plus en plus, en échange d'autres produits régionaux. À l'avenir, la traite avec les Autochtones, qui troquent des fourrures destinées à la confection de chapeaux en échange de textiles et autres produits européens, va à son tour stimuler l'industrie de certaines villes françaises, devenues dépendantes du marché colonial.
La quête de profits complique la tâche des missionnaires zélés, qui suivent les commerçants pour convertir des âmes. Le commerce et les missions ne sont pas toujours aux antipodes, puisque certains missionnaires sont aussi des explorateurs et répandent la culture française. Les commerçants apprécient les contacts et les engagements des Récollets et des Jésuites; pour ce qui est des associés autochtones au xviiie siècle, ils assurent le transport des missionnaires et de leurs bagages vers les postes de l’intérieur du continent. Les militaires constituent « le dernier maillon dans cette chaine commerciale, catholique et stratégique », pour défendre la vie des Français et leur propriété contre les incursions des Iroquois, qui habitent le sud de l’Ontario.
La région du lac Nipissing se trouve au cœur d’une route vers la fourrure de l’Ouest. Le coureur de bois Étienne Brûlé est le premier Blanc à traverser la région en 1610. Il deviendra le premier « truchement » français, c'est-à-dire un émissaire et interprète qui adopte les coutumes autochtones dans le but de faciliter les relations avec les représentants du roi de France.
Au printemps 1613, le navigateur et cartographe Samuel de Champlain remonte la rivière des Outaouais jusqu'au lac aux Allumettes pour établir des relations commerciales directes avec les Népissingues et les Cris, mais il rebrousse chemin lorsque le chef Tessouat contredit l’information selon laquelle la rivière des Outaouais mènerait à la baie d’Hudson. Malgré tout, ce voyage ouvre aux Français la route canotable du nord, qui mène au lac Huron par le lac Nipissing et leur permet d’éviter le pays iroquois au sud. C’est cette route que prend Champlain au printemps 1615 pour passer l’hiver chez les Hurons (Wendats), installés entre la baie Georgienne et le lac Simcoe. Pendant ce voyage, Champlain décrit la rive nord du lac comme étant « fort agréable », avec ses « belles prairies pour la nourriture du bestail », dotée d'une pêche abondante. Les truchements, dont Nicolas Vignau, obtiennent peu de considération des autorités royales et religieuses, qui contestent leurs errements moraux.
Certains religieux adoptent aussi le rôle de truchement. C'est le cas de Jean Nicollet de Belleborne, qui arrive au Canada à l’âge de 20 ans en 1618, puis vit parmi les Anishnabés pendant deux ans afin d’apprendre leur langue. Nicollet habite ensuite de 1620 à 1629 avec le peuple Népissingue, période pendant laquelle il devient un interprète.

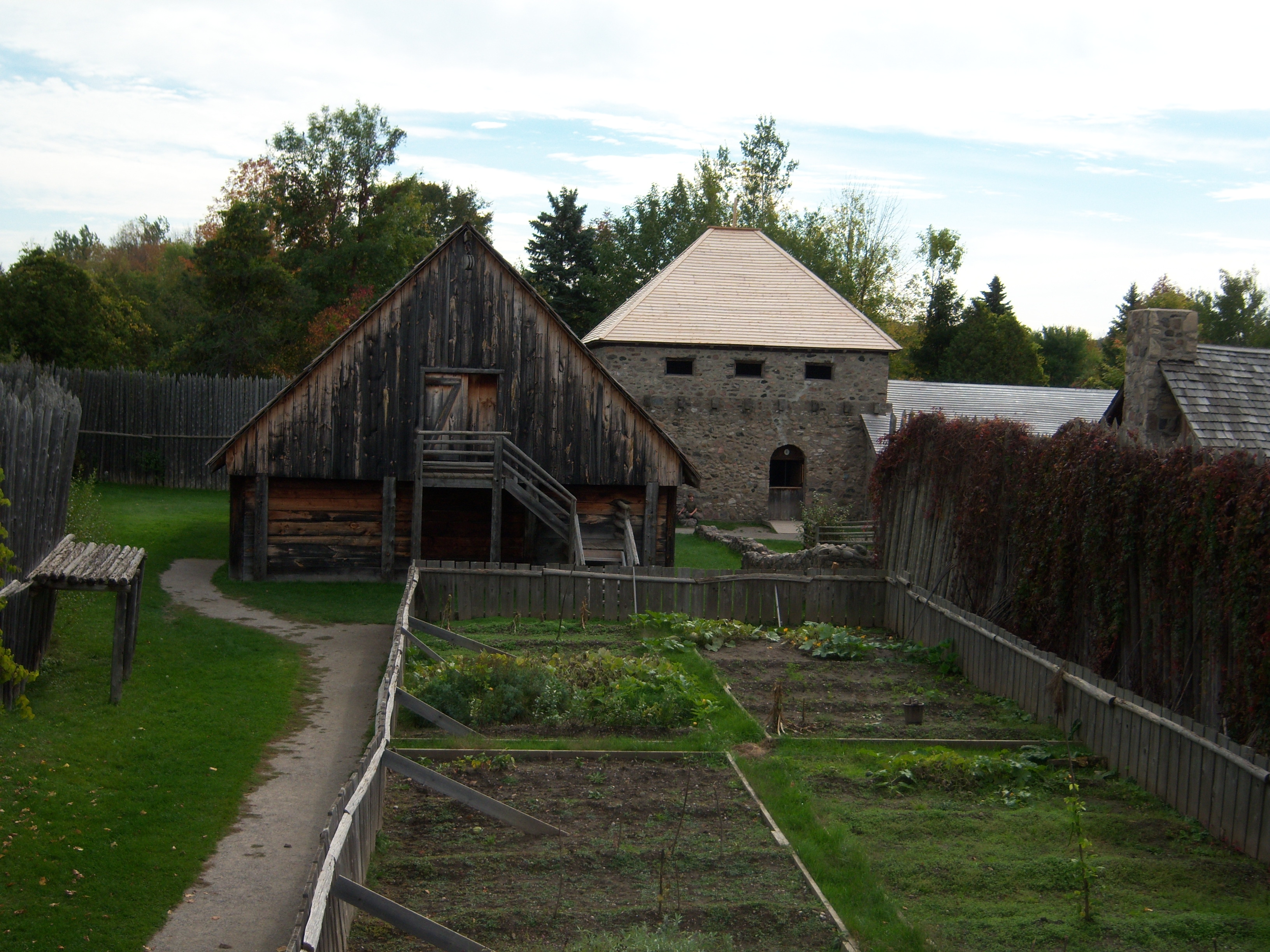
Mission Sainte-Marie-au-Pays-des-Hurons, Midland (Ontario).

Les voyageurs continuent d’emprunter la route du lac Nipissing, à la recherche infructueuse de la « Mer de l’Ouest ». « À la mort de Champlain en 1635, » résume Cornelius Jaenen, « il n’y avait encore aucune famille française dans le pays d’en haut ».

#### Une présence de plus en plus importante
La traite des fourrures avec les Français transforme la vie des Autochtones de la région. Dans la première moitié du xviiie siècle, les Hurons-Wendat s'imposent rapidement comme les intermédiaires régionaux de la traite entre les Français et les autres nations autochtones. Déjà commerçants et agriculteurs, ils font l’objet d’un important effort d’évangélisation et de francisation de 1615 à 1649 par les Récollets (comme Joseph Le Caron), et plus tard les Jésuites (comme Jean de Brébeuf) à la mission de Sainte-Marie, dans la baie Georgienne.
Après le démantèlement de cette mission et la dispersion des Hurons à la suite de la destruction de la Huronie par les Iroquois, les Népissingues et les Ojibwés s'allient aux Outaouais. Ces derniers deviennent à leur tour les principaux intermédiaires dans la région des Grands Lacs entre les Français et les autres nations autochtones.
La dispersion des Hurons au milieu du XVIIe siècle pose un problème pour la traite des fourrures. Avant cette date, les Autochtones apportaient leurs fourrures directement à Montréal. Le vacuum laissé par l'absence des Hurons-Wendats stimule le développement du commerce illicite mené par les coureurs des bois, c'est-à-dire des Français qui vont mener la contrebande de fourrures. L’intensification du commerce encourage la mobilité des coureurs, le trafic de l’eau-de-vie et le métissage.
Les Cinq Nations iroquoises, appuyées et armées par les Hollandais, continuent d'exercer des pressions militaires pour s'imposer comme intermédiaires de la traite des fourrures. Les Français (comme Radisson et des Groseilliers) qui persistent dans la traite (qu'elle soit légitime ou contrebandière) poursuivent donc ces activités à grand risque. C'est dans ce climat politique et militaire fragile qu'a lieu une des pires défaites françaises en sol ontarien avec la mort de Dollard des Ormeaux et ses compagnons à la bataille de Long-Sault (près de la future ville de Hawkesbury) en 1660.
Devant autant de contrebande et de vente illicite d'alcool aux alliés autochtones, l'administration coloniale se voit obligée d'intercéder pour contrôler ces abus. En 1681, elle met en place un système de congés (c'est-à-dire la distribution de permis) pour ceux qui veulent poursuivre la traite des pelleteries dans les Pays d’en Haut (c'est-à-dire la région située en "haut" du fleuve Saint-Laurent à l'ouest de Montréal). Au fur et à mesure que ce système de congés s'impose, le terme « voyageur » vient rapidement à désigner les pagayeurs de canots qui s'occupent à transporter légalement les fourrures des postes d'en Haut jusqu'à Montréal.
La route fluviale continue d’être empruntée par les expéditions vers l’Ouest. René-Robert Cavelier de La Salle et Daniel Greysolon Dulhut explorent les lacs Supérieur et Michigan, ainsi que le fleuve Mississippi de 1679 à 1682.
La présence française sur le territoire de l'Ontario reçoit un coup dur lorsque la surexploitation de la fourrure entraine une crise économique. Dès 1696, on se voit obligé de fermer les postes des Pays d’en Haut. À l'exception de la fondation de Détroit en 1701 par Antoine de Lamothe-Cadillac, il faut attendre jusqu'à 1713 pour voir l'épuisement des stocks de fourrures en France.
Quoique les Français poursuivent leurs activités principalement dans la région des Grands Lacs grâce à l'accès offert par la voie du fleuve Saint-Laurent, les déprédations sur la baie d'Hudson augmentent considérablement pour un temps les possessions françaises sur le futur territoire ontarien. La capture de la quasi-totalité des forts britanniques de la Compagnie de la Baie d'Hudson à la fin du xviie siècle est menée par Pierre de Troyes et Pierre Le Moyne d'Iberville. La France se voit obligée de rendre les postes conquises en 1713 par le traité d'Utrecht mettant fin à la guerre de Succession d'Espagne.

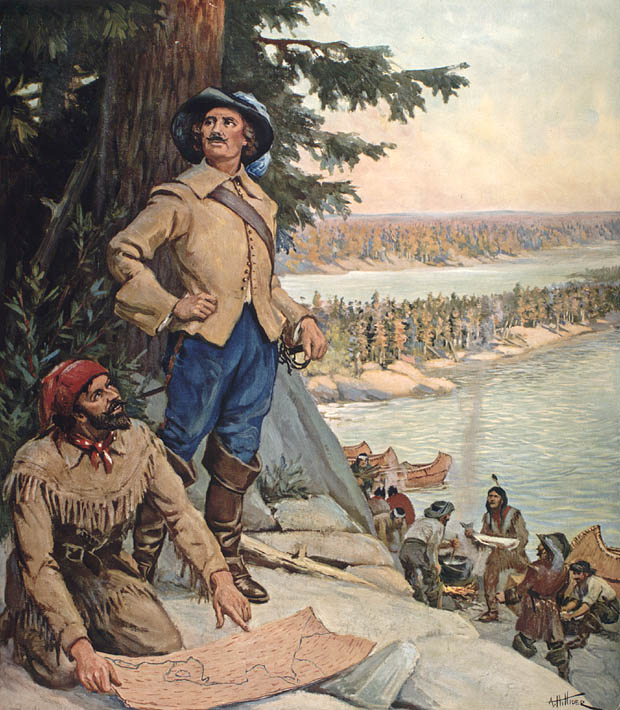
La Vérendrye au lac des Bois. Par Arthur H. Hider, vers 1900. Bibliothèque et Archives Canada.

C'est la reprise des congés dès 1715 ainsi que la réouverture de nombreux postes qui stimule une présence française plus importante dans la région. Pierre Gaultier de Varennes et de La Vérendrye, ses fils et ses frères seront particulièrement actifs dans le développement et l'exploitation de ces nouveaux postes, fondant entre autres les forts Michipicoton (vers 1725) et Saint-Pierre (1731).
Entre 1675 et 1755, le nombre de canotiers passe de 309 à 1 527 dans les Pays d’en Haut; quant aux livres de fourrures exportées, elles passent de 102 000 à 488 000.
D'autres postes de traite et forts stratégiques français sont établis au XVIIe siècle et au XVIIIe siècle. Comme le rappelle l'historien Joseph Gagné, malgré la présence accrue de ces Français, « Il importe de rappeler que les frontières actuelles de l’Ontario n’existent pas aux 17e et 18e siècles. À l’époque, la province fait partie du Pays d’en Haut, région qui correspond plus ou moins aux Grands Lacs. Aucune frontière n’existe : l’Ontario, le Michigan, le Wisconsin et une partie des autres États qui longent ces véritables mers intérieures font tous partie de la même région d’exploitation des fourrures. » Ainsi, l'histoire du Régime français en Ontario superpose celle des États américains voisins. Par exemple, les postes du Nord, qui incluent Michipicoton (Wawa) et Kaministiquia (Thunder Bay) entre autres, sont intimement liés au fort Michilimackinac (Mackinaw City, Michigan), par où transitent les fourrures vers Montréal. Ainsi, quoi que certains forts se trouvent de nos jours du côté américain de la frontière, comme le fort Niagara dans l'État de New York, ces postes et forts font partie de l'histoire des débuts de l'Ontario français.

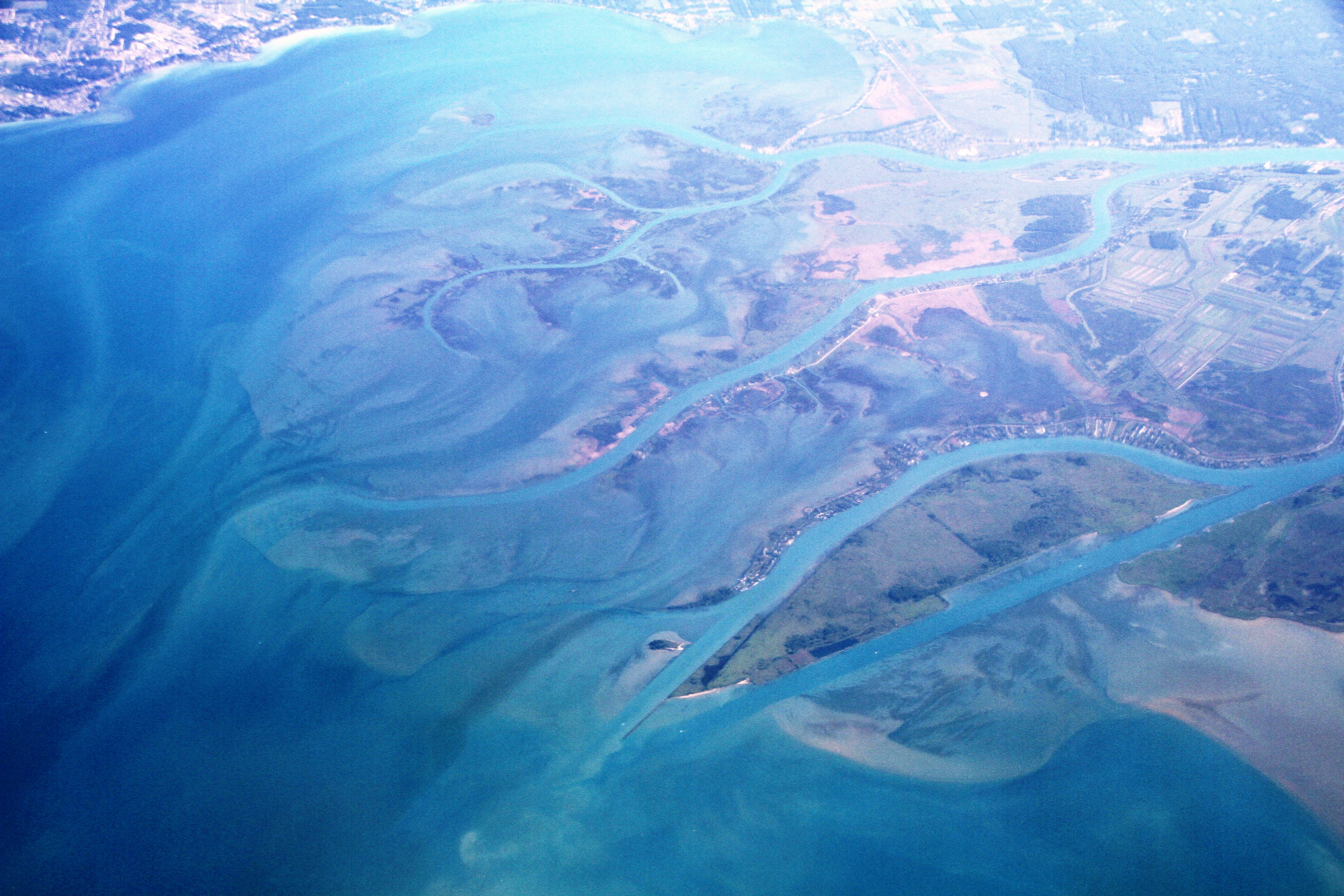
Estuaire de la rivière Sainte-Claire, qui forme la frontière entre l'Ontario et le Michigan.

Une première colonie de peuplement français est établie au Détroit (la seule en importance sur l'ancien territoire du Canada à l'ouest de Montréal), entre les lacs Érié et Huron, en 1701. Le Fort Détroit attire des explorateurs, marchands et colons dans ce qui deviendra l'un des plus importants postes français du bassin du fleuve du Mississippi. La berge ontarienne de la rivière Sainte-Claire est colonisée à compter des années 1740. Il s'agit aussi du premier établissement permanent français dans ce qui deviendra le sol ontarien. D'après l'historien Guillaume Teasdale, un régime seigneurial, relevant directement du roi de France à cause de l'absence d'un seigneur local, rend la défense des titres de propriété difficile après la Conquête britannique de 1760. Une première école de langue française voit le jour à l'Assomption en 1786. Les Canadiens de la berge sud-est de la rivière Sainte-Claire établissent des vergers de fruits et plusieurs s'adonnent à cette culture. Détroit continue d'être habité par une majorité française jusqu'à l'établissement de la frontière sur la rivière Sainte-Claire en 1796. Les relations entre Canadiens de langue française se maintiennent au début de l'industrialisation de la ville connue comme Detroit, Michigan, au xixe siècle. La canalisation des Grands Lacs raréfie ces rapports au début du xxe siècle.
À partir du début du xviiie siècle, l'influence militaire succède à l'influence missionnaire par la présence d'officiers des troupes de la Marine postés dès 1684 dans divers forts et postes de traite. Ces derniers imposent la volonté impériale en gérant les liens diplomatiques avec les alliés autochtones tout en agissant comme force policière pour maintenir l'ordre parmi les Français présents sur le territoire. Quoique la majorité des officiers soient d'origine canadienne, les soldats, quant à eux, sont presque tous des recrues arrivées de France.

#### La fin du régime français en Ontario

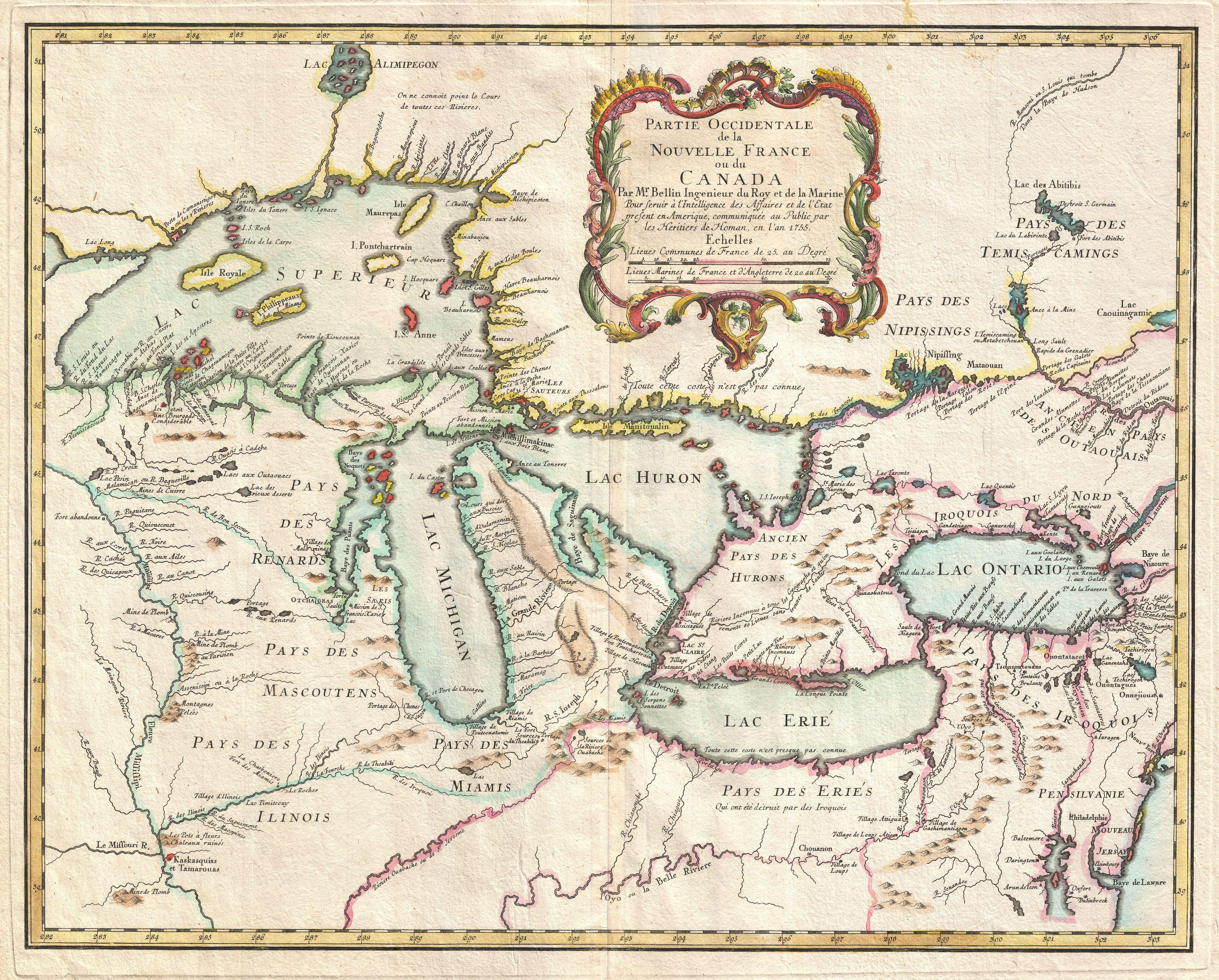
État des connaissances de la France sur la géographie des Grands Lacs à la fin du Régime français (source : partie occidentale de la Nouvelle France ou du Canada pour servir à l'intelligence des affaires et l'état present en Amérique, par Jacques Nicolas Bellin, 1755).

La guerre de Succession d’Autriche (1744-1748) entraine une intensification de la construction de forts dans l’intérieur des Pays d'en Haut, dont le fort Toronto (ou fort Rouillé) en 1750. On cherche à former un cordon d'établissements qui retiendra les Britanniques sur la côte de l’Atlantique.
Au cœur du conflit se trouve le territoire contesté de la vallée de l'Ohio, revendiqué par la France et la Grande-Bretagne. N'aidant pas la situation est l'absence d'une frontière bien définie entre celle-ci, le Pays d'en Haut et les colonies voisines (cette même question de frontières floues avait causé des maux intestinaux en Nouvelle-France à savoir où se situait la frontière entre le Pays des Illinois, administré par la Louisiane, et le Pays d'en Haut, géré par le Canada).
Alors que la portion nord-américaine de la guerre de Sept Ans éclate en 1754 avec l'Affaire Jumonville où se trouve aujourd'hui l'État de la Pennsylvanie, la future région de l'Ontario devient rapidement un maillon important de la chaîne de ravitaillement entre le Pays des Illinois, la vallée de l'Ohio et la vallée du Saint-Laurent. Au sein de cette logistique se trouvent les forts Frontenac (Kingston, Ontario) et Niagara (Porter, NY, directement en face de Niagara-on-the-Lake en Ontario). Le fort Frontenac devient particulièrement important comme base d'opérations pendant l'assaut contre le fort Oswego (Oswego, NY) en 1756. Le fort Frontenac est également le port d'attache de la première marine française sur les Grands Lacs, composée de cinq navires ( « la Marquise de Vaudreuil (20 canons), la Hurault (14 canons), la Lionne (6 canons) et le Saint-Victor (ou Victor, simplement) (4 pierriers) » ).
Quoique la mémoire populaire au Canada français retient la Déportation des Acadiens et la campagne britannique de 1759 contre Québec comme principaux évènements de la Conquête (autre nom pour la portion nord-américaine de la guerre de Sept Ans), la région de la future province de l'Ontario subit elle aussi sa part de batailles et de sièges. En effet, la voie du lac Ontario fait partie de la stratégie britannique qui compte étrangler la vallée du Saint-Laurent à l'aide d'un étau à trois fronts simultanés, l'un par la voie des Grands Lacs à l'ouest, l'autre par le Saint-Laurent à l'est, et le dernier par la vallée du lac Champlain au sud de Montréal.
Les forts du lac Ontario et Érié sont donc ciblés par les Britanniques. Le 25 juillet 1758, le fort Frontenac est assiégé par environ 3 000 soldats britanniques. Trois jours plus tard, sa garnison formée d'environ 110 hommes, femmes et enfants, se voit obligée de capituler. L'année suivante, c'est au tour au fort Niagara de capituler le 26 juillet 1759. Le fort Toronto est brûlé par les Britanniques en 1759.
Avec l'étau britannique qui se resserre sur Québec et Montréal entre 1759 et 1760, tous les militaires et miliciens disponibles des Grands Lacs sont envoyés porter secours. Néanmoins, le 9 septembre 1760, soit le lendemain de la capitulation de Montréal, le gouverneur du Canada, Pierre de Rigaud de Vaudreuil, fait distribuer une lettre à tous les postes et forts des Pays d'en Haut pour informer leurs commandants que ces derniers sont inclus dans la capitulation du Canada. Quoique conquis par les armes britanniques, les Canadiens présents dans la région des Grands Lacs peuvent, par l'entremise des articles de la capitulation, demeurer chez eux et jouir de leurs possessions (à l'exception des officiers et de la majorité des soldats qui doivent être déportés en France). Malgré cela, la population de la région changera dramatiquement dans les trois prochaines décennies: la Proclamation royale de 1763, conséquence de la guerre de Sept Ans, sera un des facteurs déclencheurs de la révolution américaine qui, à son tour, inondera la région avec des loyalistes britanniques fuyant les États-Unis.

##### Louis Legardeur de Repentigny
Louis Legardeur de Repentigny arrive au Sault-Sainte-Marie en 1751 pour prendre possession de l’une des rares seigneuries créées dans le Pays d’en Haut. Repentigny y fait construire un petit fort, ériger trois bâtisses et transporter du bétail de Michilimackinac. Il s'y installe un fermier, Jean-Baptiste Cadotte, sur une petite clairière près du fort. Lorsque Repentigny quitte la seigneurie en 1755 pour participer à la guerre contre les Britanniques, Cadotte et sa compagne ojibwée se voient confier la charge de la seigneurie. Cadotte administre la ferme, fait du commerce et parvient à convaincre des Ojibwés du Sault de rester neutres lors de l’attaque de leurs frères contre la garnison britannique de Michilimackinac en 1763.

###### Le Régime français toujours ressenti aujourd'hui

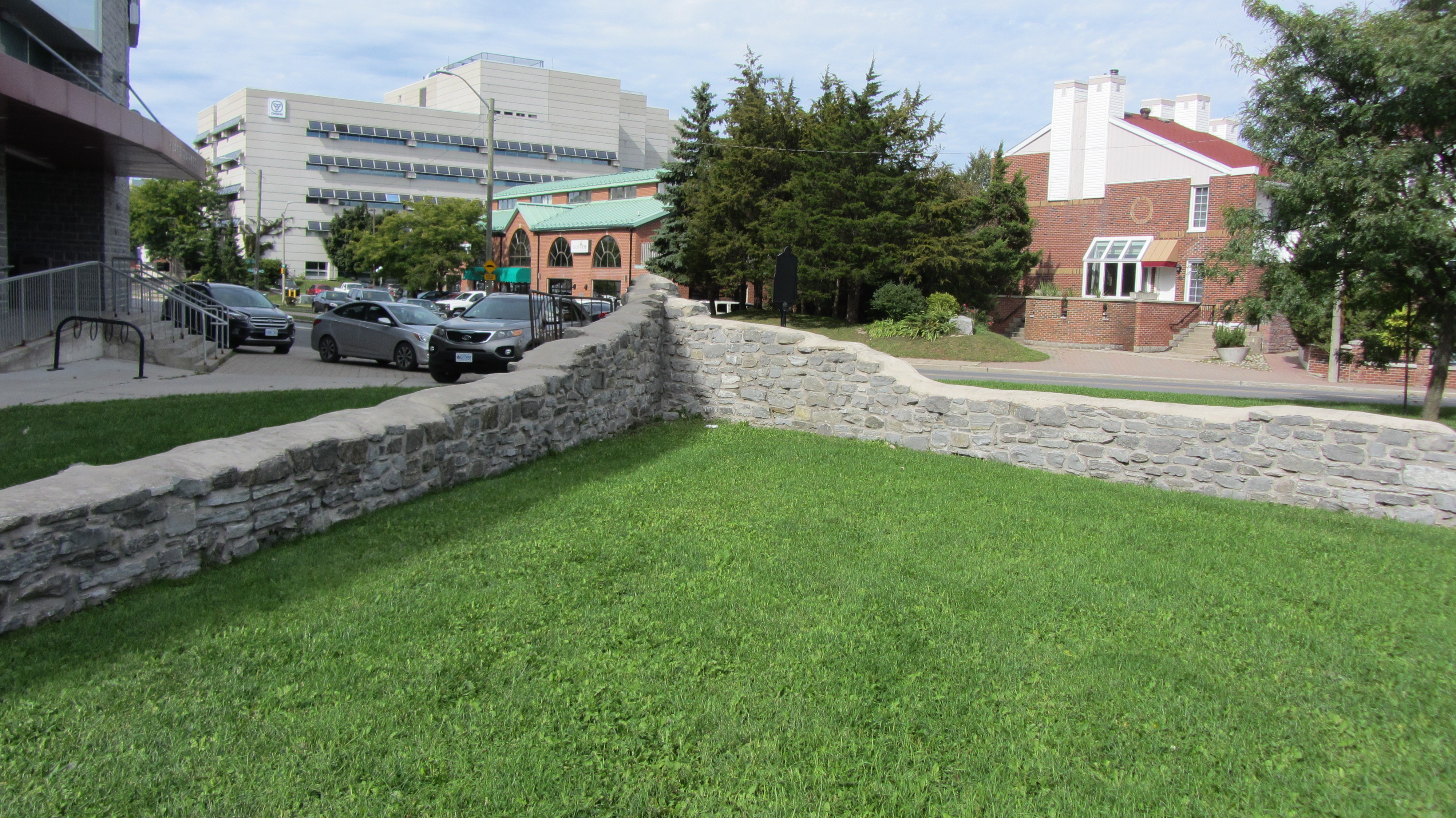
Vestiges du fort Frontenac à Kingston (Ontario).

Le Régime français de l'Ontario (1610-1763) a laissé des traces sur la géographie et la toponymie de la province. Entre autres, les villes de Sault-Sainte-Marie et Toronto, ainsi que le village de Thessalon (en) ont été nommés à cette époque. Le nom de la rivière des Français (French River) rappelle son importance pour la circulation des voyageurs au cœur de la traite des fourrures.
Très peu de vestiges de l'époque de la Nouvelle-France survivent en Ontario. Les ruines du fort Frontenac à Kingston constituent une exception notable. Le contour du fort Rouillé ou Toronto a été tracé au parc des expositions de Toronto et inclut un monument qui le commémore. Le site historique de Sainte-Marie-au-pays-des-Hurons (Midland) est aujourd'hui une importante attraction touristique où on peut voir les vestiges de la mission ainsi que le village qui a été reconstruit pour évoquer ce à quoi il ressemblait.
À défaut d'avoir des vestiges importants ailleurs dans la province, il existe de nombreux monuments dédiés à la mémoire de cette période de l'histoire de l'Ontario, dont de nombreuses plaques historiques et les statues de Champlain à la pointe Nepean (en) d'Ottawa et à Penetanguishene.
Enfin, le français toujours parlé en Ontario depuis le xviie siècle continue d'être le plus important héritage de cette époque.

### Le régime anglais, la Confédération et la colonisation canadienne-française

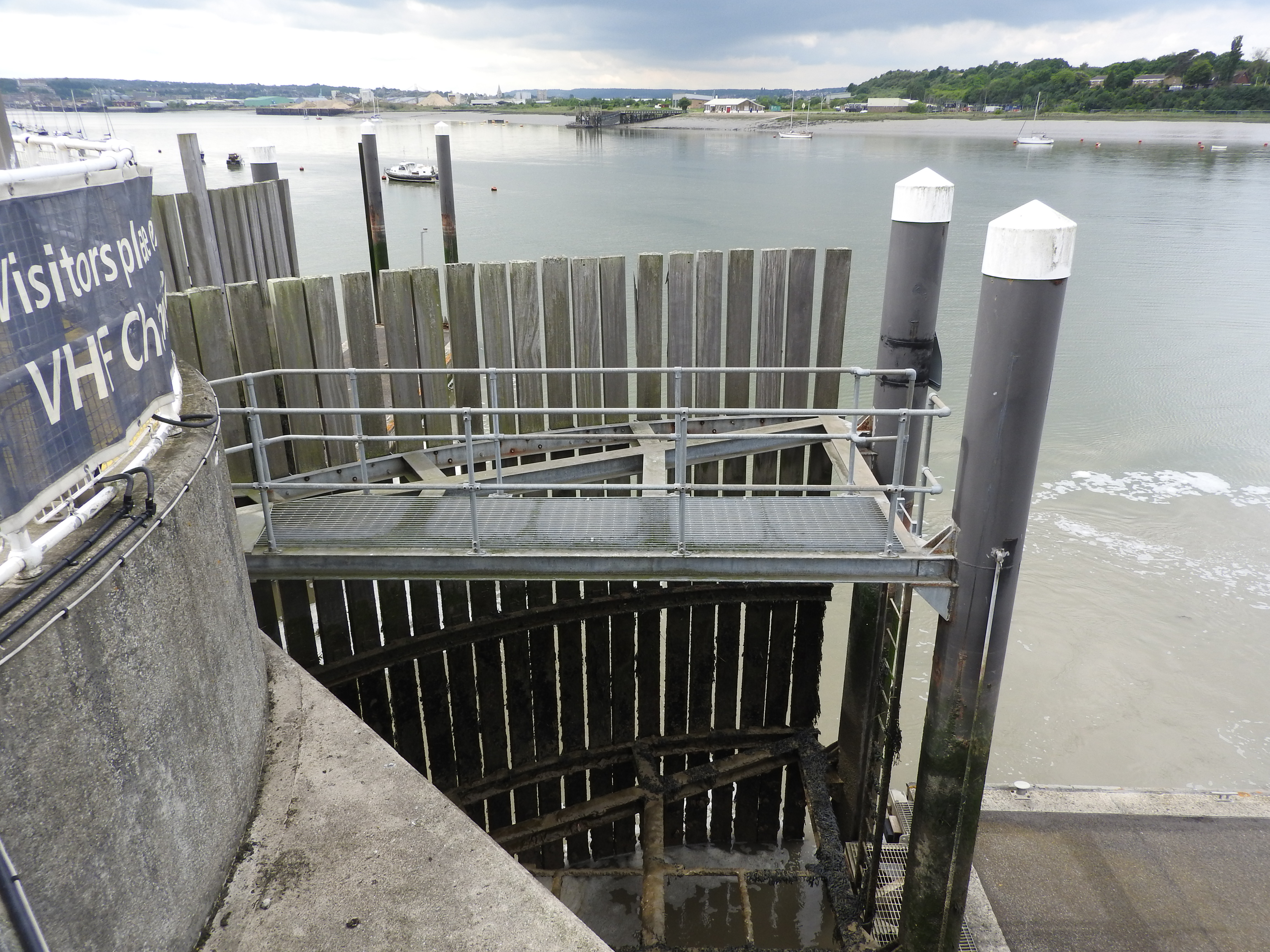
Écluse du canal St. Mary's, à la frontière entre l'Ontario et le Michigan.

La guerre de Sept Ans et la révolution américaine bouleversent la vie des habitants des pays-d’en-haut, mais le commerce de la fourrure reprend de plus belle après quelques années d'interruption. En 1785, la région compte 2 428 canotiers et produit 812 000 livres de fourrures par année, presque le double du volume à la fin du Régime français. La proportion des marchands francophones affectés à la traite de l’ouest baisse cependant, en nombre et en pourcentage, de 78 % (1770) à 30 % (1790).
Le Haut-Canada devient une colonie distincte en 1791, année où elle obtient également une assemblée législative autonome. Sa capitale est établie à York, qui deviendra plus tard Toronto.

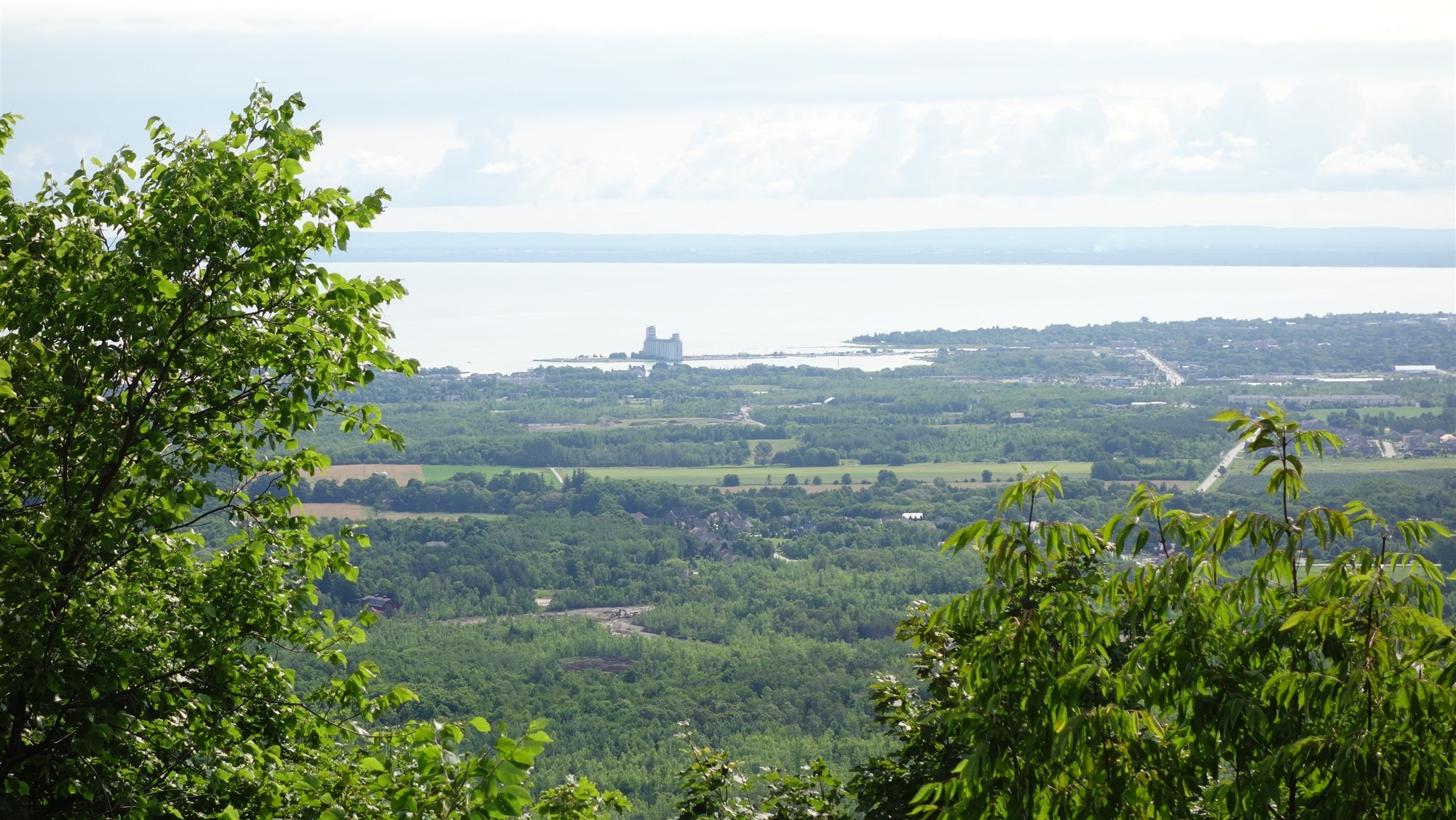
Baie Georgienne, à proximité de Penetanguishene.

La frontière internationale entre le Canada et les États-Unis est fixée au centre des Grands lacs en 1822, ce qui prive les voyageurs canadiens d’un marché. D'après Cornelius Jaenen, l'établissement de la frontière canado-américaine entraine le déclin de la traite des fourrures et marque « la fin d’une époque d’ancien régime ». « Habitués à se trouver minoritaires parmi les autochtones, les francophones devront à l’avenir s’habituer de plus en plus à s’accommoder avec une majorité anglophone », précise-t-il. L’agent des Affaires indiennes, en 1823, compte environ neuf-cents francophones, femmes autochtones et enfants métis, sur la rive nord du lac Huron. La construction d’une base navale à Penetanguishene en 1814 et la mise en poste de Canadiens membres des Voltigeurs y font croitre la population francophone à 220 en 1821.
La Conquête de 1760 n'arrête pas le flux migratoire de Canadiens du Bas-Canada vers le sud-ouest de l'Ontario, où ils retrouvent des compatriotes établis à l'époque de la Nouvelle-France, cultivent des vergers de fruits et établissent de nouvelles paroisses, dont Rivière-aux-Canards. Une deuxième vague de Canadiens français, enclenchée dans la décennie 1840, mène elle aussi à la fondation de nouvelles paroisses, dont Pain Court. Les Canadiens installés au XVIIIe siècle entretiennent des traits culturels distincts des Canadiens français, arrivés au 19e, les premiers chantant des textes sur l'amour et les gloires militaires, inconnus dans le Québec de l'époque, d'après l'ethnologue Marcel Bénéteau. L'industrialisation pousse certains cultivateurs canadiens et canadiens-français à accepter un emploi salarié dans les usines de Windsor, dont celle des automobiles Ford, ouverte en 1904. L'urbanisation multiplie les contacts entre Canadiens et Canadiens français, notamment par l'entremise du réseau institutionnel de paroisses et d'écoles. En 1889, les comtés d'Essex et de Kent comptent 26 écoles bilingues et 4 écoles de langue française. La transmission du français demeure forte dans les villages à majorité canadienne-française, en 1901, mais diminue à 60% à Windsor et dans les localités canadiennes plus anciennes.

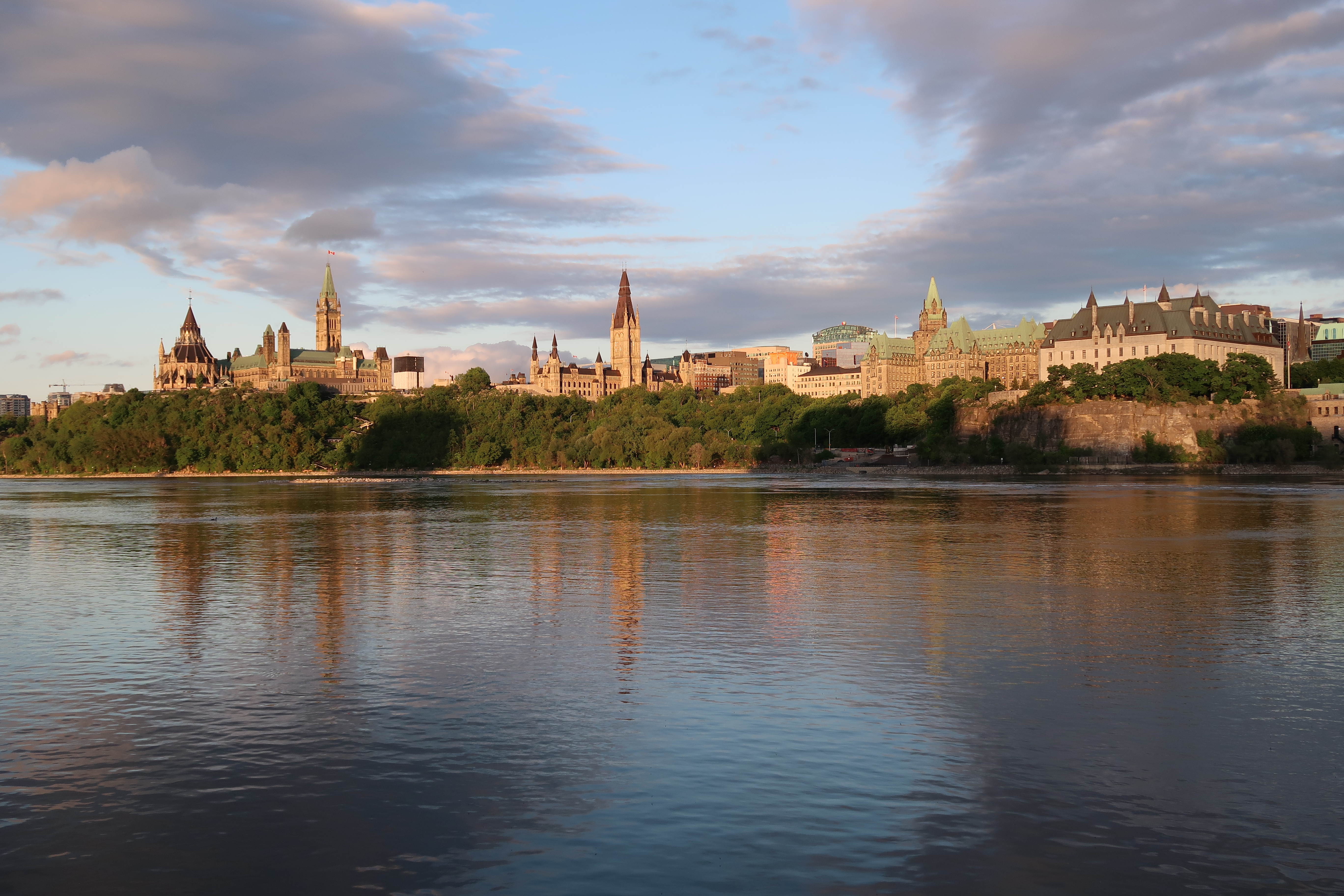
Parlement du Canada et la rivière des Outaouais, Ottawa (Ontario).

À compter de la décennie 1830, les Canadiens migrant vers le Haut-Canada (le futur Ontario) s'installent surtout - et en plus grand nombre - à proximité, le long de la frontière du Bas-Canada (le futur Québec). Bytown (qui deviendra Ottawa) attire d'abord des bucherons. Après sa sélection comme capitale de la Confédération canadienne, Ottawa attire nombre de fonctionnaires et de professionnels canadiens-français du Québec. Les terres des comtés Prescott et Russell, défrichées initialement par des colons écossais et irlandais, attirent tellement de cultivateurs et de bucherons canadiens-français qu'ils deviennent majoritaires dans les paroisses et les écoles fondées par les Irlandais catholiques. Les incitations à la colonisation par le nouveau diocèse (paraprovincial) d’Ottawa dès 1847, rajouté aux réseaux familiaux et institutionnels canadiens-français des comtés québécois avoisinants (Vaudreuil, Soulanges, Deux-Montagnes et Argenteuil), puis à un taux de natalité supérieur à celui des anglo-protestants, jouent pour beaucoup. En 1881, les Canadiens français représentent 64 % de la population du comté de Prescott, le quart de la population d’Ottawa, et 103 000 âmes en Ontario.

Nord-Est de l'Ontario. Les districts en vert (Parry Sound, Muskoka) sont parfois inclus dans la région. Le Nord-Est compte les districts de Cochrane, de Temiskaming, de Nipissing, de Sudbury, d'Algoma ; la ville du Grand Sudbury est une municipalité à palier unique.

La découverte de gisements de cuivre sur les rives du lac Supérieur nourrit les espoirs de richesse des législateurs de la province du Canada-Uni. Malgré l’absence de traités avec les peuples autochtones, en 1846, 64 permis d’exploitation sont livrés. L’arpenteur de l’État, Alexander Vidal, qui s’affaire à préparer des relevés sur la parcelle du village de Sault-Sainte-Marie, est pris à part par les chefs Nebenaigoching et Shingwaukonse, qui le somment de cesser ses travaux jusqu’à ce qu’un traité soit négocié. Le spéculateur minier Georges Desbarats, qui possède des intérêts sur la rive nord du lac Huron, demande au surintendant du ministère des Affaires indiennes en 1847 de régler le dossier. Les chefs rencontrent le gouverneur général, Lord Elgin, à Montréal. Les pressions sur le gouvernement augmentent pour qu’il négocie un traité. Le 11 janvier 1850, William Robinson, ancien directeur de mine et frère du juge en chef, est nommé commissaire aux traités. Les traités conclus auparavant par les colons britanniques leur étant familiers, les chefs exigent une annuité de 10 $ par personne et de vastes réserves. Robinson traite ces demandes d’« extravagantes » et décide qu’il conclura deux traités, soupçonnant que les chefs du lac Supérieur, moins touchés par les intrusions coloniales, seront plus portés à conclure une entente. Robinson aura raison : ces derniers signent un traité le 7 septembre 1850; pour sa part, le traité du lac Huron sera signé deux jours plus tard. Des arpenteurs sont dépêchés pour quadriller le territoire. Le découpage amène la création des districts du Nipissing et d’Algoma en 1858. Celui de Parry Sound est taillé au sud du lac Nipissing en 1869; ceux de Thunder Bay (1871) et de Manitoulin (1888) suivent. Le district de Sudbury sera taillé au cœur de quatre districts existants en 1907.
Au Haut-Canada, les premiers permis d’abattage sont introduits en 1826, suivis par les droits de coupe sur les terres publiques en 1849. L’épuisement des ressources dans le Sud ontarien pousse les entrepreneurs à exploiter de nouveaux territoires de récolte. La récolte des forêts dans la région du Témiscamingue commence vers 1850, puis il en va de même sur la rive nord du lac Huron à partir de 1872. Le Free Grants and Homestead Act offre aux hommes majeurs et aux femmes ayant la charge d’enfants de moins de 18 ans des concessions de 100 acres; les familles plus grandes peuvent obtenir 200 acres. Dès qu’un canton est placé sur la liste des cantons à octrois gratuits, les colons arrivent rapidement, surtout dans les endroits où un chemin de fer passe à proximité. En 1884, le Comité judiciaire du Conseil privé de Londres établit les limites nordiques de la province de l’Ontario à la baie James et fixe la frontière occidentale du Québec. Le Nord sera sous l’influence politique et économique de Toronto et deviendra un lieu de « rivalités, qui sont en même temps financières, linguistiques et religieuses » selon le sociologue Roger Bernard.

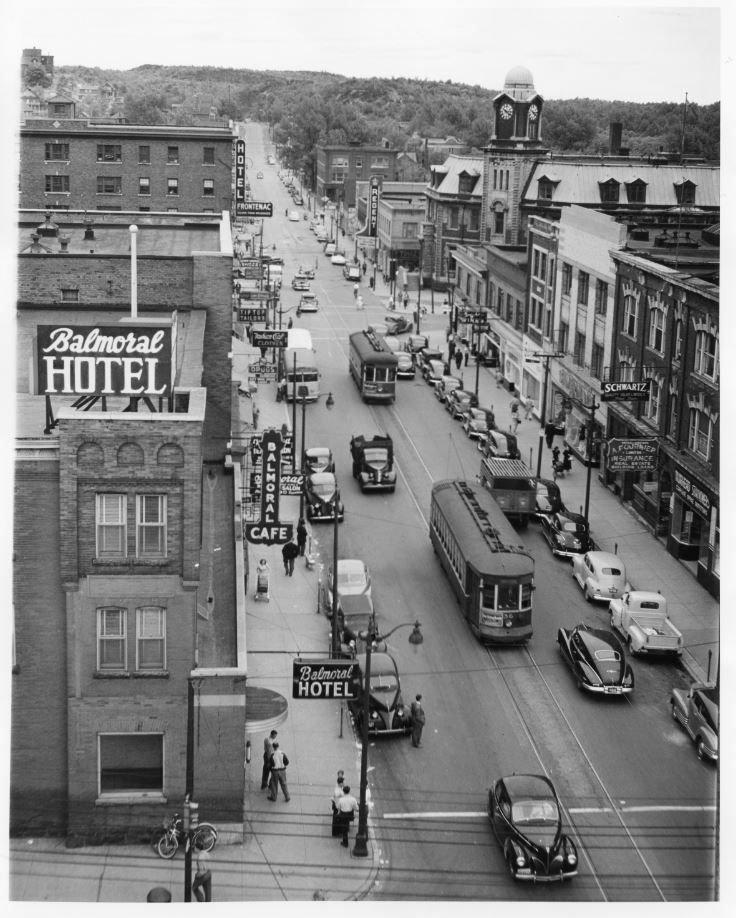
Sudbury (Ontario), 1948.

Le bassin de Sudbury n’est pas situé sur une voie navigable d’importance; c’est donc la construction du chemin de fer Canadien Pacifique qui l’ouvre à la colonisation. L’arrivée à l’hiver 1883 de bûcherons et de cheminots amène la construction d’un camp de cabanes en rondins sur le lac Bitimagamasing. Le gestionnaire James Worthington renomme le lac « Ramsey » et le camp « Sudbury », afin de rendre hommage à la ville de naissance de son épouse en Angleterre. Le tiers des travailleurs sont des Canadiens français, parmi lesquels on trouve aussi des marchands, des professionnels et des religieux, qui leur fournissent des services et leur prodiguent des soins.
Les pères jésuites s’inspirent des collines rocheuses, tapissées de pins blancs et rouges, pour nommer la première mission catholique « Sainte-Anne-des-Pins ». Le 30 mars 1883, le père Jean-Baptiste Nolin y célèbre la première messe. La mobilité de la parenté élargie étant « au centre des processus migratoires » des Canadiens français, c’est par grappes que s'installent les premières familles. Originaire de Trois-Pistoles (Québec), Jean-Étienne Fournier arrive à Sudbury avec son épouse et ses enfants le 4 mars 1884. Travaillant déjà pour le Canadien Pacifique, Fournier est dépêché à Sudbury pour y gérer le bureau de poste et le magasin général. En mai 1884, Joseph Boulay, provenant de Rimouski (Québec), s’installe avec son épouse et leurs neuf enfants. Les Boulay fondent une entreprise de bois et une maison de pension dans leur grande demeure. Le 26 avril 1886, les jésuites obtiennent du CP une concession de quelques centaines d’acres au nord du quartier d’affaires, où ils organiseront un quartier ouvrier canadien-français qui adoptera le nom du Moulin-à-Fleur. En mai 1889, l'église Sainte-Anne-des-Pins est ouverte au culte pour les 305 familles catholiques de la ville, dont 70 % sont de langue française. Dans les mines de cuivre et de nickel de Sudbury, les Canadiens français sont surreprésentés dans les domaines la construction et de la mécanique, représentent à peu près leur poids démographique parmi les manœuvres, mais sont sous représentés dans les postes qualifiés de rouleur, de contremaitre, d’employé de bureau et, surtout, de foreur.
La Crise économique de 1929 à 1939 a une incidence importante sur les possibilités et les choix des Canadiens français du Moyen-Nord de l’Ontario. Pendant la Crise, la mobilité intrarégionale augmente considérablement, en partie à cause de l’intensification de l’extraction minière à Sudbury. La fabrication d’automobiles et d’appareils ménagers en Amérique du Nord, jointe à la course aux armements en Europe et aux besoins militaires des Alliés pendant la Deuxième Guerre mondiale, fait décupler la production minière à Sudbury. En 1944, le niveau d'extraction atteint 14 millions de tonnes de minerai. La taille de la main-d’œuvre dans les mines sudburoises passe de 3 126 (1926) à 14 161 (1944).
La construction d'un autre chemin de fer dans le Nord, le Transcontinental, qui traverse la Grande Zone argileuse du Nord, amène la colonisation de nombreux villages à forte majorité canadienne-française à compter de la décennie 1910. Dans le Nord-Est, 62 paroisses françaises ou bilingues sont fondées entre 1891 et 1930.
En 1901, les 200 000 Canadiens français de l'Ontario comptent pour 40% des catholiques de la province. De plus, ils représentent une majorité dans plusieurs cantons de l’Est et du Moyen-Nord de l'Ontario. En 1931, Les Canadiens français sont proportionnellement significatifs: 41 % dans le district de Sudbury et 47 % dans le district de Nipissing.

### Les droits scolaires des Canadiens français (1786-1912)

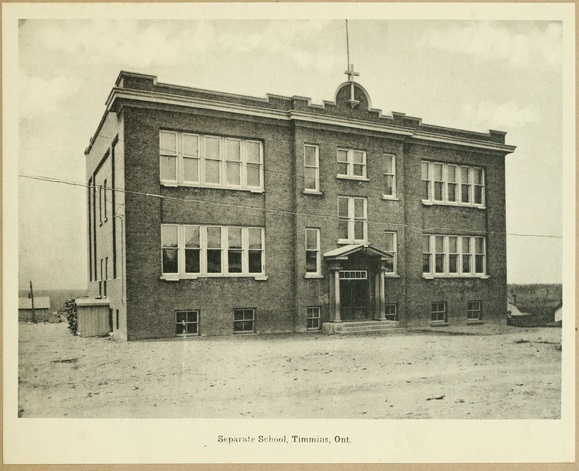
École séparée de Timmins, ca. 1900.

Des dizaines d’écoles primaires bilingues, « anglaises-françaises », ont été construites entre 1786 et 1880 dans les milieux de présence canadienne-française. Dans le comté de Prescott, alors que l'on passe de 2 à 9 écoles dans les décennies 1860 et 1870, le taux de fréquentation scolaire grimpe de 7 à 55 %.
L’enseignement en français est« toléré » par le ministère de l’Éducation. À partir de 1885, le gouvernement libéral d'Oliver Mowat exige que les écoles recevant des deniers publics enseignent l’anglais quelques heures par semaine. Le ministre de l'Éducation, George Ross, annonce l’ouverture, à Plantagenet, en janvier 1890, d’une première école modèle bilingue. Cette dernière doit former les institutrices canadiennes-françaises à mieux enseigner le curriculum ontarien et à enseigner l’anglais aux élèves canadiens-français. Le mois suivant, Ross a fait adopter les Regulations of the Education Department, Respecting French and German Schools, qui rend plus explicite la préférence du gouvernement que le programme scolaire soit enseigné principalement en anglais.
À l’automne 1899, le gouvernement libéral autorise les commissions scolaires séparées à percevoir des taxes scolaires pour des classes "post-élémentaires" (9e et 10e années) dans les localités qui ne comptent pas de high school. La mesure renforce la respectabilité des écoles séparées et permet aux jeunes canadiens-français des milieux ruraux de poursuivre une éducation bilingue subventionnée jusqu’à la 10e année.

### L'imposition duRegulation 17(1912)
En 1905, les conservateurs de Whitney prennent le pouvoir en promettant à la majorité canadienne-anglaise l'adoption d'une loi visant à abolir l'instruction française, une demande réitérée plusieurs fois par les orangistes canadiens-anglais, qui réclament l'effacement de la minorité francophone. Depuis plusieurs années déjà, dans presque toutes les provinces à l'extérieur du Québec, des lois visant l'interdiction de l'instruction française ont été mises en place, comme cela s'est vu en 1871, alors que le Nouveau-Brunswick faisait fermer toutes les écoles françaises suivant les dispositions du Common School Act, en 1892, alors que l'Alberta interdisait l'instruction en française, comme le faisait à son tour les Territoires du Nord-Ouest la même année, ainsi que l'Alberta en 1905 (Alberta School Act) et la Saskatchewan en 1909 (School Act), qui abolirent toutes deux également les écoles françaises dans leurs provinces respectives. Une fois élu, Whitney a pour projet l'imposition d'une loi semblable afin d'opprimer les francophones en interdisant l'instruction française en Ontario. Quatre années plus tard, c'était au tour du Manitoba d'interdire aux canadiens-français de s'instruire dans leur langue par l'entremise du Thornton Act, adopté en 1916 par le gouvernement libéral de Tobias Crawford Norris.

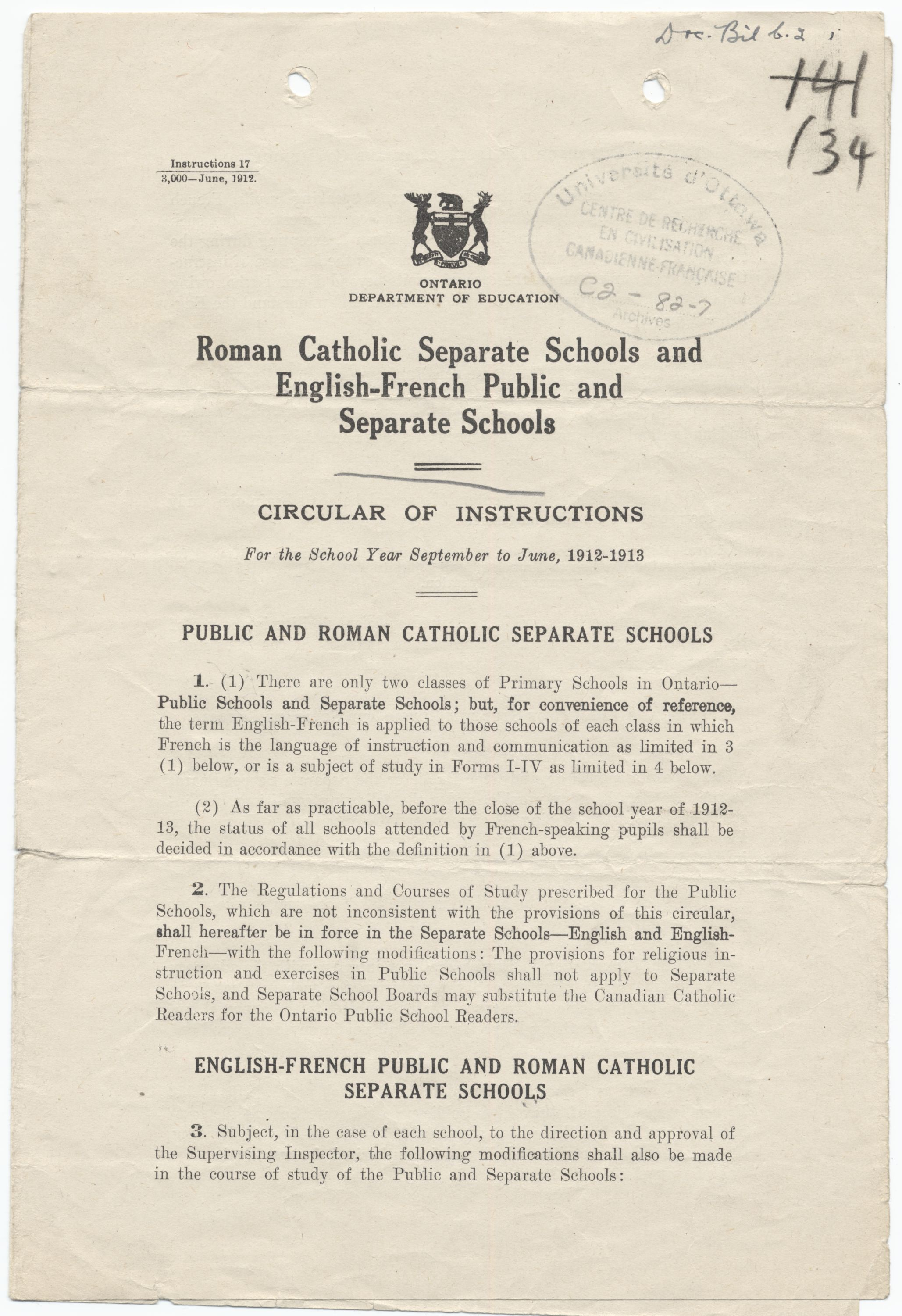
Règlement 17, juin 1912.

Adopté le 25 juin 1912, le Règlement 17 abolit l'enseignement du français après les deux premières années du primaire et impose un régime académique unilingue anglais afin d'assimiler les francophones en leur interdisant de poursuivre leur instruction dans leur langue. Le règlement 17 menace de licencier tout enseignant canadien-français réfractaire et prévoit des sanctions pour les commissions scolaires résistantes.

Un important mouvement de résistance est organisé parmi les Canadiens français de l'Est, et en particulier à la Commission des écoles séparées d'Ottawa (CESO). Dans la foulée des protestations, le journal Le Droit parait pour la première fois en 1913. 

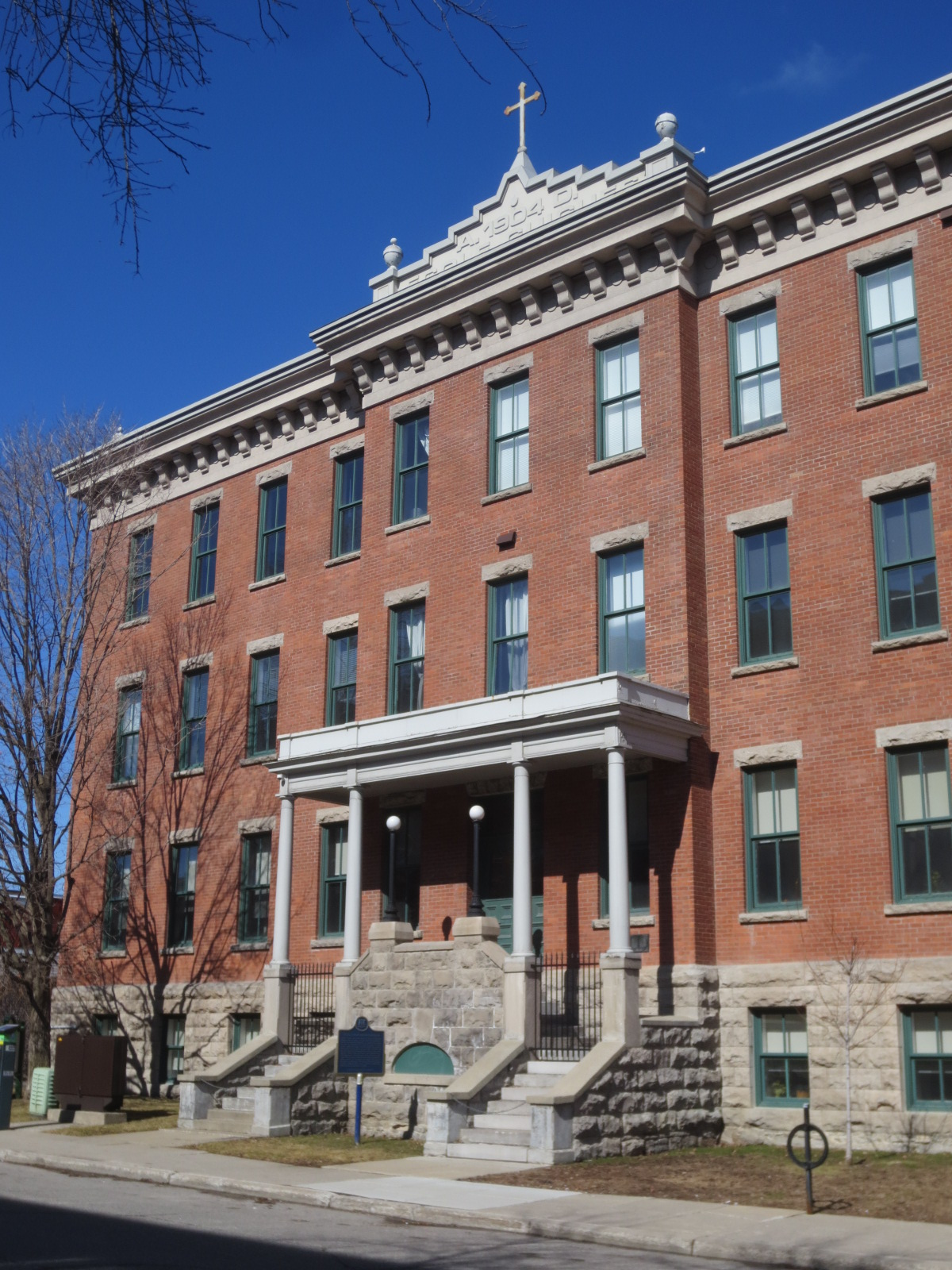
L'École Guigues à Ottawa. Site de la « bataille des épingles à chapeaux », un épisode des protestations du règlement 17.

Les Canadiens français s'opposent unanimement au règlement. Dans le Moyen-Nord ontarien, certaines écoles résistent, d'autres font semblant de suivre le règlement pendant les visites des inspecteurs canadiens-anglais, pour l'ignorer entre leurs visites. Chose certaine, le financement des écoles françaises est aboli.
Une commission d'enquête est commandée par le gouvernement de Howard Ferguson en 1925. Le rapport de Francis Merchant, Louis Côté et Frank Scott affirme que le système d'éducation ontarien a pu imposer avec succès aux francophones un enseignement unilingue anglais. Chose certaine, ce régime unilingue anglais a eu ses effets, car la presque totalité des étudiants canadiens-français qui sont passés par les écoles soumises au Règlement 17 dans ces années-là en sont sortis anglicisés, et avec de la difficulté à parler et à écrire en français, se sentant désormais plus à l'aise en anglais. Il faudra attendre jusqu'au 1er novembre 1927 pour que le Regulation 17 soit révoqué.
Malgré les interventions de la classe politique québécoise, il faut attendre la fin du XXe siècle pour que les canadiens-anglais acceptent d'accorder sa juste place à la langue française dans le domaine de l'instruction, en accordant entre autres des garanties légales au droit d'instruction dans la langue de la minorité provinciale dans la Charte des droits et libertés (1982).

### La détente des tensions politiques (1927-1945)
Les examens d’entrée aux high schools sont exigeants, rares sont les jeunes canadiens-français qui y accèdent, étant souvent en proie à des mesures discriminatoires de la part des examinateurs et des responsables canadiens-anglais du système d'éducation ontarien. Depuis le prolongement de la fréquentation obligatoire de l’école jusqu’à l’âge de 16 ans (1919) et la multiplication des 9e et 10e années offertes dans les écoles primaires séparées bilingues, la participation des jeunes franco-ontariens aux études secondaires augmente, mais l'enseignement de la langue anglaise est toujours imposé aux jeunes canadiens-français dans les écoles françaises partout sur le territoire ontarien, même si néanmoins ces derniers peuvent désormais bénéficier d'une instruction en partie française. Cela constitue déjà un avancement. Dans plusieurs autres provinces canadiennes-anglaises, l'instruction française demeure restreinte ou complètement interdite jusqu'aux années 1970.

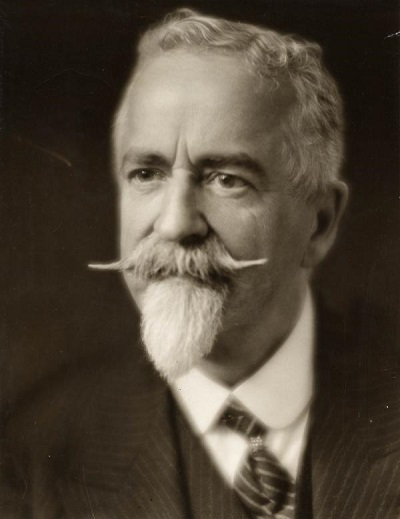
Samuel Genest, ca. 1925.

À partir de 1928, l’École de pédagogie de l'Université d'Ottawa reçoit de la province une subvention annuelle de 14 000 $ (213 000 en dollars en 2019), geste qui permet l’augmentation de places et l’embauche d’institutrices dotées d’un brevet de première classe et l’augmentation de la qualité de l’instruction. Le remplacement progressif par ces diplômées fait diminuer l’importance relative des enseignantes n’ayant que des brevets de deuxième ou de troisième classe de 86 % (1927) à 12 % (1943). Depuis l’abrogation du Règlement 17 en 1927, les high schools dans les milieux majoritairement canadiens-français inaugurent un programme avancé de lecture, grammaire, composition et littérature françaises). À partir de la décennie 1930, les high schools de Cochrane, Penetanguishene, Hawkesbury, Embrun, Smooth Rock Falls et Sudbury offrent le cursus de Special French jusqu’à la 12e année. Les inscriptions des élèves canadiens-français au high school atteignent 4 935 en 1942.
Le congrès de l'ACFÉO en 1928 se penche aussi sur l’agriculture et le coopératisme. Grâce à un projet de loi d’Aurélien Bélanger, les caisses d’épargne et de crédit viennent d’obtenir une reconnaissance juridique. Les premières coopératives franco-ontariennes ont vu le jour au début du siècle, mais la plupart d’entre elles n’ont pas existé longtemps. Faute de connaissances et de moyens dans les localités, seules quelques caisses populaires à Ottawa ont survécu. La reprise économique à la fin des années 1930 permettra la multiplication des coopératives.
Fondé en 1926 à Eastview, l’Ordre de Jacques Cartier, une société secrète canadienne-française, appuie discrètement l’expansion du réseau associatif et coopératif. Ses membres sont à l'origine de plusieurs initiatives pour encourager le bilinguisme dans la fonction publique fédérale, ainsi que le développement institutionnel canadien-français; la formation des clubs Richelieu, à partir de 1945, compte parmi leurs réalisations.
En 1929, un congrès agricole organisé par l’ACFÉO mène à la naissance de l’Union des cultivateurs franco-ontariens. La mission de l’ACFÉO étant ancrée dans le développement de l’éducation de langue française, elle laisse à d’autres l’initiative dans les secteurs économiques. Devant l’aggravation de la crise économique, l’ACFÉO encourage le retour à la terre comme solution temporaire pendant la Crise.
Entre 1921 et 1941, la population ontarienne d’origine canadienne-française augmente de 248 000 à 375 000.
Le travail de coulisses de l’ACFÉO et celui de ses alliés contribuent à des gains au compte-goutte qui consolident le réseau scolaire franco-ontarien. De 1927 à 1944, le niveau d'inscriptions des écoles primaires bilingues passe de 30 700 à 46 000. Le high school répond mal aux souhaits des parents franco-ontariens : ceux qui inscrivent leurs enfants aux collèges franco-catholiques privés sont assujettis à une « double taxation ». L’ACFÉO craint que la fréquentation des high schools rende les élèves franco-ontariens plus vulnérables à l’assimilation; du même souffle, elle avance qu'il vaut mieux accéder à une éducation supérieure que de n’en recevoir aucune...
Le congrès de 1934 de l'ACFÉO adopte une résolution pour que l’Association collabore avec la Catholic Taxpayers Association (CTA) améliore l’accès des écoles séparées aux taxes foncières. À partir de 1936, le gouvernement oblige les entreprises à payer leur « juste part » aux commissions séparées si les employés ou actionnaires catholiques le demandent et démontrent leur poids dans l’entreprise auprès de la direction.
Le déclenchement des hostilités en Europe en 1939 relance l’économie canadienne et apporte le plein emploi: plusieurs hommes vont au front et plusieurs femmes travaillent en usine. L'ACFÉO passera près de six ans sans tenir un congrès général, mais tiendra 94 réunions régulières et 65 réunions spéciales, dont des congrès régionaux.
Pendant ces années, le nombre d’inspecteurs d’écoles bilingues passe de 4 (1927) à 11 (1940), le nombre de classes bilingues augmente de 984 (1927) à 1 416 (1942), puis le nombre d’institutrices dotées d’un brevet de première ou de deuxième classe passe de 117 (1926) à 1 135 (1938). Ce « progrès est réconfortant, mais il n’est pas total », prévient le président de l'ACFÉO, Adélard Chartrand. De « longues luttes […] ont fait perdre un temps précieux » aux Franco-Ontariens. À titre d'exemple, la Guerre mondiale prive l’École de pédagogie d’Ottawa de plusieurs candidates : les inscriptions chutent de 219 à 113 entre 1936 et 1943.
Pendant cette période de détente dans les relations entre francophones et anglophones, l’Empire britannique demeure un lieu de pouvoir de l’élite politique canadienne-anglaise, tout comme l’Église catholique continue d’encadrer la vie canadienne-française. Or, le réseau institutionnel canadien-français comprend désormais une variété d’associations et de coopératives, dirigées par des laïcs. L’ACFÉO cherche des solutions dans la sophistication du réseau institutionnel canadien-français; elle considère déjà la préservation de la culture et la langue françaises comme étant égale en importance; elle espère enfin que le gouvernement fédéral jouera un plus grand rôle dans le renforcement de la dualité nationale. L’État fédéral a créé la Société Radio-Canada en 1936 et offre des services gouvernementaux en français dans certaines régions de l’Ontario et du Nouveau-Brunswick depuis 1938.

### Le développement institutionnel des Trente glorieuses (1945-1968)
Après la Guerre, l’ACFÉO souhaite professionnaliser son action en embauchant des employés. Menée par les paroisses franco-ontariennes, la souscription annuelle demeure sa principale source de revenus de l’ACFÉO. Une large part du travail demeure l’œuvre de bénévoles engagés au Bureau de direction. En 1951, la subvention provinciale augmente à 2 500 $ (26 000 en dollars de 2021), ce qui compte pour 10 % de ses revenus. Des sections de la Société Saint-Jean-Baptiste et des clubs Richelieu, l’ACFÉO obtient 100 000 $ (1 M en dollars de 2021) en prêts d’honneur pour ouvrir de nouvelles places à l’École normale de l’Université d’Ottawa. Pour avoir un impact, l’ACFÉO dépend de « ceux qui ont qualité de chefs [qui] possèdent un esprit de désintéressement et de conviction » pour favoriser non seulement « l’union dans l’action » dans les régions, mais aussi par « une action profondément progressive ». En avril 1955, une réunion régulière rassemble 48 administrateurs (bénévoles). La moitié sont des prêtres; on y retrouve aussi des juges, des avocats, des éducateurs, des entrepreneurs et une dame.
Quant aux médias, les hommes d'affaires Conrad Lavigne et Baxter Ricard fondent les premiers postes de radio de langue française à Timmins, Kapuskasing et Sudbury en 1947. Entretemps, l’ACFÉO exerce des pressions sur la Société Radio-Canada, qui diffuse du contenu en français sur les ondes privées, celles qui appartiennent à Ricard et à Lavigne dans le Nord, ou bien celles de la Canadian Broadcasting Corporation à Welland, pour que la Société francophone érige des émetteurs dans les endroits où les Franco-Ontariens sont nombreux. Le président Vincent est persuadé qu’un accès sur les ondes à un français de qualité exemplaire sera, pour les jeunes auditeurs, « indispensable [à leur] succès».
En 1951, la population canadienne-française s'élève à 600 000 personnes, soit 10% de la population totale; deux tiers d’entre eux parlent toujours le français. La plupart de ces Canadiens français (ou leurs parents) sont arrivés du Québec depuis le début du siècle. En 1960, le nombre d’élèves dans les écoles primaires bilingues atteint le sommet de 80 000 - c'était 25 000 en 1910. Quant aux paroisses de langue française, elles sont passées de 125 à 235.
L’élection de gouvernements libéraux au Québec et au Nouveau-Brunswick en juin 1960 enclenche des « révolutions tranquilles » visant à élargir l'État providence et favoriser la participation des francophones à l'économie. À l'inverse des Québécois et des Acadiens au Nouveau-Brunswick, les Franco-Ontariens ne sont pas suffisamment nombreux pour changer la culture étatique provinciale, mais bénéficient de l'expansion de l'État providence dans leur province: les inscriptions des élèves canadiens-français au high school passent de 4 935 (1942) à 18 447 (1958), puis les inscriptions dans les 9e et 10e années postélémentaires, ainsi que les collèges franco-catholiques passent de 1 331 (1943) à 4 859 (1960). Certains parents s’inquiètent du bilinguisme soustractif qui se répand dans les high schools. Par ailleurs, la construction de grandes polyvalentes dans la décennie 1950 contribue au démantèlement de certains plus petits high schools, fréquentés principalement par des élèves canadiens-français; ces grandes écoles menacent également la viabilité des nouvelles écoles secondaires françaises privées - on en a fondé une vingtaine entre 1945 et 1960. L’ACFÉO et les parents espèrent que les high schools fortement francophones et les écoles secondaires privées décrocheront un financement public sans tarder, mais le gouvernement de l’Ontario se traine les pieds, alors que la majorité des écoles privées sont contraintes à fermer leurs portes entre 1962 et 1967.
Désormais, l’ACFÉO espère un fédéralisme symétrique et un régime de droit dans lequel l’État fédéral se responsabilisera envers les Franco-Ontariens, même si cette transformation éloignera le Québec de ses minorités parentes francophones. Puisque le réseau institutionnel canadien-français semble avoir atteint un point de saturation, l’introduction de nouveaux acteurs dans la dynamique politique pourrait procurer à l’Ontario français de nouvelles opportunités.
En février 1967, un consensus se développe parmi les élites franco-ontariennes autour de la création d’écoles secondaires publiques françaises. L’évêque d’Ottawa, Joseph-Aurèle Plourde, selon qui ces établissements pourront faire rayonner la foi et la langue par l’homogénéité des populations qui les animeront, donne son aval au projet. Voulant faire un geste envers la réconciliation nationale, en août 1967, le premier ministre John Robarts annonce le financement des écoles secondaires publiques de langue française. Le gouvernement adopte la Loi sur l’administration des écoles (loi 140), qui prévoit des comités consultatifs de langue française (CCLF), formés de contribuables catholiques et francophones pour gérer les écoles secondaires de langue française, et la Loi sur les écoles secondaires et les conseils scolaires (loi 141), qui permet l’établissement d’écoles ou de classes secondaires franco-ontariennes publiques, là où elles peuvent recruter un minimum de 20 élèves.
Pour ce qui est du développement du secteur postsecondaire, l’Ontario ne garantit pas d’autonomie institutionnelle aux Franco-Ontariens : elle choisit au lieu d'étendre le bilinguisme institutionnel, établi à l’Université d’Ottawa au XIXe siècle, à l’Université Laurentienne (1960) de Sudbury et au Collège universitaire Glendon (1966), affilié à l'Université York.

### La démocratisation de la participation à la vie politique (1968-1990)
Les transformations des années 1960 ébranlent les structures institutionnelles et culturelles du Canada français; des changements déjà en cours, dont la laïcisation du réseau institutionnel et la politisation de la question nationale, s’intensifient. Tandis que le Québec espère que les négociations constitutionnelles déboucheront sur une égalité réelle avec le Canada anglais ou l’autonomie de la province au sein de la Confédération canadienne, les Franco-Ontariens souhaitent surtout que la fédération reflète mieux la dualité nationale. Au congrès de l'ACFÉO en 1969, les délégués consentent à élargir le champ d’intervention de l’organisation porte-parole, au-delà de l’éducation, pour aussi accélérer le développement de politiques de reconnaissance dans l’État ontarien, nourrir une culture proprement franco-ontarienne et favoriser le rattrapage socio-économique des Franco-Ontariens. En devenant l'« Association canadienne-française de l’Ontario » (ACFO), son Bureau de direction se démocratise, se rajeunit et se laïcise, mais écarte l’élite cléricale professionnelle (hormis celle des secteurs de l’éducation et des arts), ainsi que les gens d’affaires, qui avaient fait avancer des dossiers politiques et économiques.

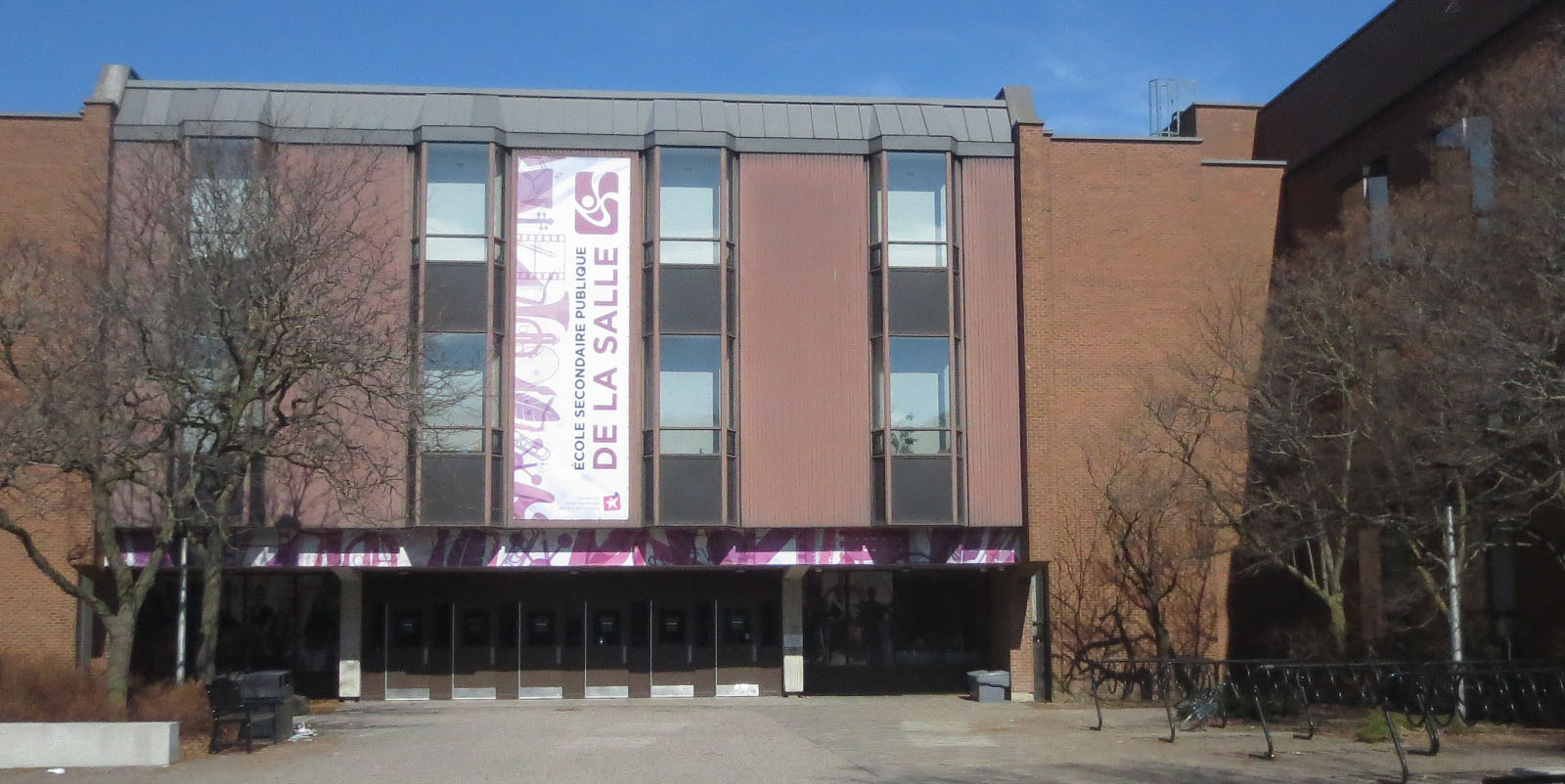
École secondaire publique de La Salle, Ottawa (Ontario).

En septembre 1968, les high schools bilingues de Casselman, Embrun, Hawkesbury, North Bay, Plantagenet, Rockland et Welland peuvent devenir des écoles de langue française en toute douceur. Ailleurs, les lois 140 et 141 permettent aux public school boards de désengorger des écoles débordantes en construisant de nouvelles polyvalentes françaises et de puiser dans un bassin sous exploité d’élèves. À Toronto, Ottawa et Sudbury, des écoles neuves ouvrent à l’automne 1969, faisant passer le nombre d’élèves franco-ontariens étudiant en français au secondaire à 31 500 (1978).
Le président de l'ACFO, Roger Séguin, semble être partout en même temps: il siège au Comité ontarien pour la Confédération, au Comité franco-ontarien d’enquête culturelle (1967-1969), au Conseil des arts de l’Ontario en 1968, puis à la commission d’Hydro-Ontario en 1971. Séguin profite des tribunes près du pouvoir pour faire la promotion d’un soutien accru à la culture franco-ontarienne. En résulte la formation d’un Bureau franco-ontarien au Conseil des arts en 1969, l’adoption d’une politique de coopération culturelle entre l'Ontario et le Québec la même année, ainsi que la mise en onde d'une programmation de langue française les dimanches à la télévision publique de la province, TVOntario, à partir de 1970. Ces nouvelles agences publiques francophones se greffent à la constellation institutionnelle des Franco-Ontariens. Le réseau institutionnel privé s’élargit avec l’ajout de coopératives, de paroisses et d’associations, qui maintiennent les rapports entre les Canadiens français de l’Ontario et du Québec, mais l’État provincial accepte également de nouvelles responsabilités dans les domaines de la santé et de l’éducation, pendant que l’État fédéral commence à fournir des fonds de fonctionnement aux associations culturelles et sociales franco-ontariennes, à partir de 1968, et à compenser les provinces pour le coût additionnel de l’éducation en français, à compter de 1970.
Malgré cette démocratisation de l'accès à l'instruction et à la culture d'expression française, certains conseils scolaires publics, qui demeurent réfractaires à la construction de nouveaux édifices, exercent leur discrétion et refusent la construction d’un édifice autonome. À Cornwall, Elliot Lake, Nepean et Sturgeon Falls, des crises scolaires déchirent les collectivités et même les communautés francophones. En août 1971, l’ACFO dépose au Nipissing School Board une pétition de 3 000 signatures en faveur d’une école secondaire de langue française à Sturgeon Falls. En évoquant un « génocide culturel », on constate que le ton de l’ACFO est devenu plus contestataire. Suivant un vote de huit voix contre sept, le school board approuve la construction d’une nouvelle école pour la minorité anglophone à Sturgeon Falls et laissera l’installation construite en 1950 à la majorité francophone. Le gouvernement de l'Ontario crée la Commission des langues de l’Ontario, devant laquelle les commissions scolaires réfractaires peuvent être amenées en appel, mais d'autres crises éclatent tout de même à Penetanguishene et à Windsor, en 1979 et en 1980. L'ACFO saisit alors les limites des lois incitatives et du pouvoir d’un CCLF.
L’arrivée de jeunes baby-boomers à l’âge adulte renforce la place de la contre-culture et de l'antiélitisme. Aux congrès de l'ACFO, les débats se corsent. L’esprit bonententiste d'antan, celui des classes d’affaires et des prêtres, s'efface. Lui-même éducateur, le président Omer Deslauriers félicite les jeunes d’oser « s’engager », puis de « vivre si dangereusement pour la défense de leurs droits ».
À la Conférence ontarienne sur le multiculturalisme, le président Ryan Paquette de l'ACFO fait valoir l’existence de « deux communautés culturelles, [l'une] anglophone et [l'autre] francophone ». Paquette repousse la réduction de la collectivité franco-ontarienne à un groupe ethnique comme les autres et à promouvoir le développement « d’un réseau complet d’institutions et d’expression communautaire nécessaire à son épanouissement total ». Pour « vivre réellement le biculturalisme en Ontario », toujours d'après Paquette, les Franco-Ontariens doivent pouvoir accéder « à une vie culturelle authentique et pleine ». En 1972, la province développe une première politique pour la prestation de services en français. L’ACFO veille à son application, notamment pour obtenir des « services bilingues » dans les hôpitaux, puis des cours et des programmes en français dans six collèges communautaires (Northern, Algoma, Cambrian, Algonquin, St. Lawrence et Niagara), créés en 1967. En 1974, le gouvernement forme le Conseil des affaires franco-ontariennes (CAFO), dirigé par Omer Deslauriers, ancien président de l'ACFO. Le CAFO a pour mandat de le conseiller dans le développement des services en français.

En même temps, la jeune féministe Jacqueline Pelletier lance le mouvement « C’est l’temps », qui réclame des formulaires, des contraventions et des audiences en français. Gérard Lévesque et elle se mettent à risque de passer la nuit en prison pour avoir refusé de payer des contraventions émises uniquement en anglais. La désobéissance civile n’a pas été employée depuis la résistance au règlement 17. Le procureur général Roy McMurtry accepte, en 1976, la tenue d’un premier procès en français à Sudbury, mais les reconnaissances additionnelles arrivent au compte-goutte: la fondation d’une Association des juristes d’expression française de l’Ontario en 1980 vise entre autres à accélérer le processus; il faudra attendre 1984 pour que le français soit reconnu comme langue égale à l’anglais devant les tribunaux de l’Ontario dans les territoires où les Franco-Ontariens sont nombreux, notamment les villes d’Ottawa, de Sudbury et de Toronto – ou proportionnellement significatifs – soit les villages ruraux de l’Est, du Nord-Est et du Sud-Ouest.

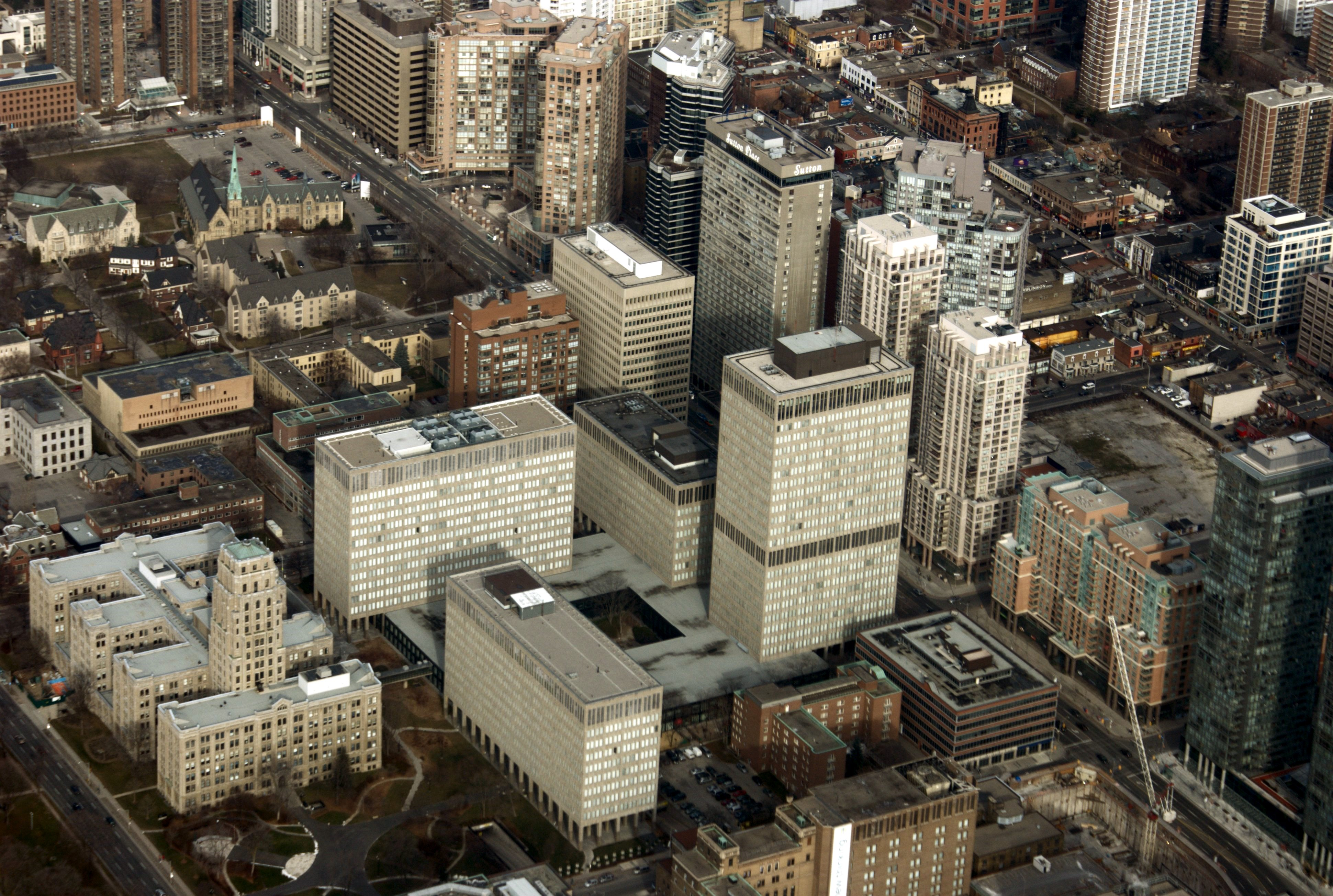
Bureaux du gouvernement de l'Ontario, à Toronto.

En 1975, l’Ontario crée un poste de sous-ministre adjoint à l’éducation franco-ontarienne au ministère de l’Éducation.
Certains délégués aux congrès de l’ACFO s'agitent pour qu'elle entreprenne des « démarches devant conduire à l’établissement de conseils scolaires publics français qui offriraient l’enseignement à partir de la pré-maternelle jusqu’à la 13e année ». Or, le dossier est délicat et reporté au congrès de 1975, pendant lequel certains expriment leurs craintes pour l’avenir des écoles séparées si Queen’s Park devait regrouper toutes les écoles de langue française dans des conseils scolaires publics. Le Conseil exécutif de l’ACFO avance avec prudence, en rappelant le souci de plusieurs Franco-Ontariens de préserver leurs « garanties religieuses ». Ce n’est qu’après un débat houleux au congrès de 1977 que les délégués formulent la priorité de créer « un réseau de conseils scolaires homogènes de langue française et garantissant les droits religieux ». Selon la présidente de l'ACFO, Gisèle Richer, c’est un « non-sens » de préconiser des régimes scolaires francophones (l'un public et l'autre catholique) qui se concurrenceraient. Si la Commission d’étude pour le remaniement d’Ottawa-Carleton (Commission Mayo) a déjà recommandé en 1976 la mise sur pied d’un premier conseil scolaire de langue française comme projet pilote, le gouvernement provincial ne donne pas de suite à la recommandation.
Alors que le gouvernement fédéral envisage de créer une Charte canadienne des droits et libertés, le Comité spécial mixte du Sénat et de la Chambre des communes portant sur la Constitution du Canada accepte que la charte inclue l’accès à l’enseignement en langue française et qu’il soit garanti « là où le nombre le justifie », même s'il refuse de garantir la gestion de ces écoles par les communautés minoritaires. En entrevoyant la possibilité d'obtenir la reconnaissance d'un tel principe par l'entremise des tribunaux à une date ultérieure, le député d’Ottawa-Vanier, Jean-Robert Gauthier, propose au Comité d’inclure l’expression « établissements d’enseignement de la minorité linguistique ». D'apparence anodine, la formulation de l’article 23 comprend un potentiel pour l’avenir. Certains critiquent la soustraction des questions scolaires de l'arène politique, mais le droit deviendra un instrument important, souligne le juriste Pierre Foucher, pour établir un régime scolaire franco-canadien plus équitable et uniforme.
Adoptée par neuf des dix premiers ministres provinciaux en novembre 1981, la Charte « refonde » la culture politique au Canada, d'après les historiens Marcel Martel et Martin Pâquet, comme une communauté bilingue faite d’individus et de groupes minoritaires à caractère national ou ethnique. Son article 23 garantit aux citoyens « dont la première langue [officielle] apprise et encore comprise […] qui ont reçu leur instruction, au niveau primaire, en français ou en anglais au Canada » ou ceux « dont un enfant a reçu ou reçoit son instruction primaire ou secondaire en français au Canada » le droit de faire instruire leurs enfants dans cette langue dans des endroits où « le nombre de ces enfants le justifie ». Lorsque ces conditions sont réunies, les parents concernés possèdent un droit de faire instruire leurs enfants « dans des établissements d’enseignement de la minorité linguistique financés sur les fonds publics ». L'article 23 constitutionnalise l’accès à l’éducation dans la langue de la minorité, mais la clause « lorsque le nombre de ces enfants le justifie » relativise l’universalité de l’accès, tout comme celle « dans des établissements d’enseignement de la minorité » ne garantit pas des conseils scolaires francophones. Les juristes estiment la locution « de la minorité » suggère implicitement une appartenance communautaire, et par conséquent, un degré important de gestion et de contrôle devrait normalement lui revenir.
Les obligations énoncées par l’article 23 doivent être clarifiées. En 1983, le procureur général de l’Ontario, Roy McMurtry, soumet la Loi sur l'éducation ontarienne à la Cour d’appel de l'Ontario, à qui il demande d’en vérifier la constitutionnalité. L'année suivante, le tribunal confirme l’inconstitutionnalité des articles 258 et 261 de la Loi sur l’éducation, notamment parce que sa définition d’« enfant francophone » est plus restreinte que celle d’un « ayant droit ». La Cour rajoute que le pouvoir discrétionnaire des conseils scolaires a souvent servi à ralentir ou à barrer la construction d’une école de langue française, que les frontières actuelles des conseils scolaires ne peuvent être utilisées pour fixer les seuils minimaux dans une région, puis que les conseils consultatifs sont probablement insuffisants pour répondre aux exigences de "contrôle et de gestion" par les communautés de ces écoles. Le gouvernement doit considérer les établissements « de » la minorité comme étant « part and parcel of the minority’s social and cultural fabric », d'après le tribunal, qui valide la requête des Franco-Ontariens pour obtenir la compétence exclusive à gérer la construction des écoles de langue française, à embaucher le personnel et à administrer le programme scolaire.

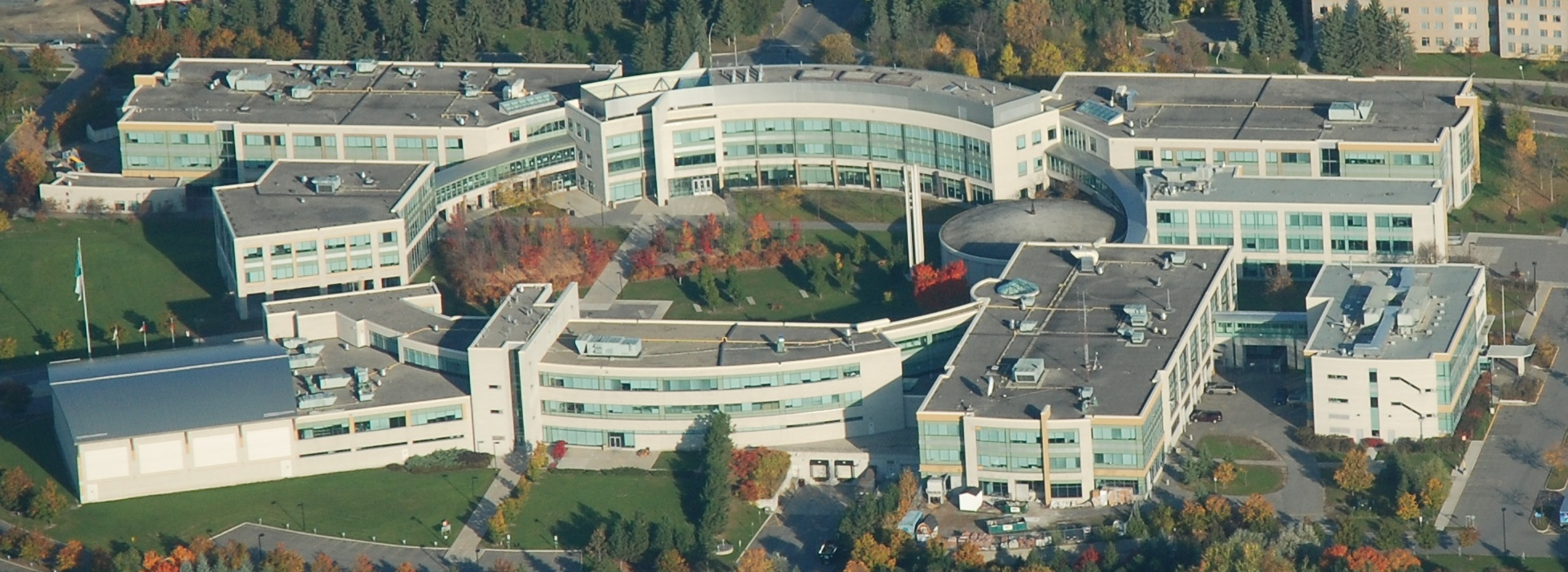
La Cité collégiale, à Ottawa (Ontario).

Le gouvernement libéral de David Peterson établit en 1988 le Conseil scolaire de langue française d’Ottawa-Carleton pour gérer les écoles catholiques et publiques de langue française de la municipalité régionale de la capitale fédérale. La province créera deux autres conseils de langue française: le Conseil des écoles françaises de la Communauté urbaine de Toronto (1989) et le Conseil des écoles catholiques de Prescott-Russell (1992). Puisque l’article 23 de la Charte n’a pas éteint l’article 93 de la Loi constitutionnelle de 1867 qui protège l’existence des écoles séparées (catholiques), Queen’s Park doit élargir le financement public jusqu’à la 13e année dans les écoles séparées. La mesure ouvre un nouveau front entre les conseils séparés, qui tâchent de rapatrier des écoles secondaires publiques françaises à leur giron, et les conseils publics, qui ouvrent des écoles primaires publiques pour concurrencer les écoles primaires catholiques.
En 1978, le député libéral d’Ottawa-Est, Albert Roy avait proposé un projet de « loi cadre » pour les services en français, mais ce dernier n’a pas été adopté par le gouvernement progressiste-conservateur. Avec la formation d'une coalition libérale-néo-démocrate, suivant l'élection provinciale de 1985, le député d’Ottawa-Vanier, Bernard Grandmaître, nommé ministre délégué aux Affaires francophones, présente la Loi sur les services en français (LSF) en novembre 1986. La LSF prévoit la prestation de services en français par les ministères et agences du gouvernement provincial dans les territoires où les francophones représentent au moins 10 % de la population ou 5 000 personnes. La LSF devra pleinement être en effet à partir de novembre 1989. La LSF inclut les collèges communautaires, mesure qui nourrit le mouvement pour un « 23e » collège français, puisqu'il semble impraticable d’offrir des cours collégiaux en français dans les 22 régions désignées. Depuis les années 1970, les doyens francophones des collèges Cambrian et Algonquin s'affairent à rapatrier des responsabilités pédagogiques et financières à l’intérieur de sections de langue française offrant des programmes en français, principalement dans les domaines technologiques et les sciences de la santé. Sans oublier les cours et programmes en français que l’on retrouve aussi à Timmins, Elliot Lake, Cornwall et Welland, la section de langue française au collège Cambrian fournit « une base à partir de laquelle on pourrait créer le Collège Boréal » d'après le militant sudburois Jean-Marc Aubin. La Cité collégiale ouvre ses portes à Ottawa en 1990; le Collège Boréal est quant à lui fondé à Sudbury en 1995.
La LSF permet aussi à la programmation en français télévision publique de l’Ontario (TVOntario) de se détacher pour devenir La chaîne, l’ancêtre du Groupe média TFO, en 1987. L’exclusion des municipalités et des universités de la LSF contribuera à faire échouer les initiatives pour reconnaître le français comme langue officielle dans plusieurs villes et fonder une première université de langue française en Ontario.
L’arrivée de la LSF ne se fait pas sans heurts, puisqu'une vingtaine de municipalités se penchent sur leur statut linguistique. Si les villes de Niagara Falls et de Brockville constatent que l’Association for the Preservation of English in Canada leur a présenté un problème qui n’existe pas, puisque les municipalités sont exclues des dispositions de la LSF, les conseils municipaux de Thunder Bay et de Sault-Sainte-Marie choisissent de déclarer leurs villes unilingues anglaises, fermant la porte à la prestation du moindre service en français.
En prévision de l'entrée en vigueur de la LSF, l’ACFO reçoit le mandat de la province de mener des forums de concertation pour évaluer les besoins particuliers des Franco-Ontariens. À Hamilton, Ryan Paquette siège à un comité consultatif de mise en œuvre de services sociaux et juridiques et Omer Deslauriers aide à fonder le Centre médico-social communautaire francophone de Toronto. En 1990, le Regroupement des intervenantes et intervenants francophones en santé et en services sociaux de l’Ontario (RIFSSO) est formé pour fonder une vingtaine de centres de santé communautaires francophones à travers la province. En avril 1989, le gouvernement signe une entente pour que le ministère des Services sociaux et communautaires développe un réseau de services de garde de langue française, projet cependant qui ne verra pas le jour, car les libéraux perdent l’élection en septembre 1990.

### La fragmentation des structures politiques franco-ontariennes (1990-2006)
À la consultation de la commission ontarienne sur la refonte constitutionnelle, tenue à Thunder Bay le 6 février 1991, l'ancien président de l'ACFO, André Cloutier, plaide pour que le gouvernement fédéral offre « une nouvelle vision harmonieuse de ce pays » rendant hommage au « pacte » entre deux peuples. « Les Franco-Ontariens se porteront beaucoup mieux », de résumer Cloutier, « lorsqu’ils vivront à côté d’un Québec qui sera sur ses deux pieds et sera heureux de l’être au sein de la Confédération canadienne ». Dans son mémoire d'août 1991 sur un nouvel accord constitutionnel, Un Canada à définir. La francophonie ontarienne à l’heure des choix, l’ACFO parle de « grandes valeurs », dont « les libertés fondamentales, les droits démocratiques, les garanties juridiques, les droits à l’égalité, l’égalité statutaire des deux langues officielles du pays et le droit à l’instruction dans la langue de la minorité ». On recommande aussi le développement de liens affectifs pour permettre l’« intégration des groupes ethno-culturels au réseau associatif franco-ontarien ». L’ACFO juge que les « faibles taux de natalité conjugués à une importante immigration » font de ce détournement des priorités une fatalité, une nécessité pour la survie de plusieurs établissements historiques dans les milieux particulièrement touchés par de forts taux de transferts linguistiques.

Dans le Renvoi relatif à la Loi sur les écoles publiques (Man.) de 1993, la Cour suprême du Canada clarifie que les populations d'élèves francophones sont suffisantes dans la plupart des provinces pour justifier « l’établissement d’un conseil scolaire francophone autonome […] dont la gestion et le contrôle appartiendront exclusivement à la minorité linguistique francophone ». Ce faisant, le nombre d’« ayant droit » devient suffisant pour justifier la création de commissions scolaires francophones d'un océan à l'autre au cours des huit prochaines années, mais la confessionnalité des écoles de langue française - situation unique à l'Ontario et au Québec - divise les Franco-Ontariens, entre ceux qui imaginent un régime public français et ceux qui tiennent à consolider un régime historique d’écoles franco-catholiques. Aucun compromis n’est trouvé par le gouvernement néo-démocrate de Bob Rae.

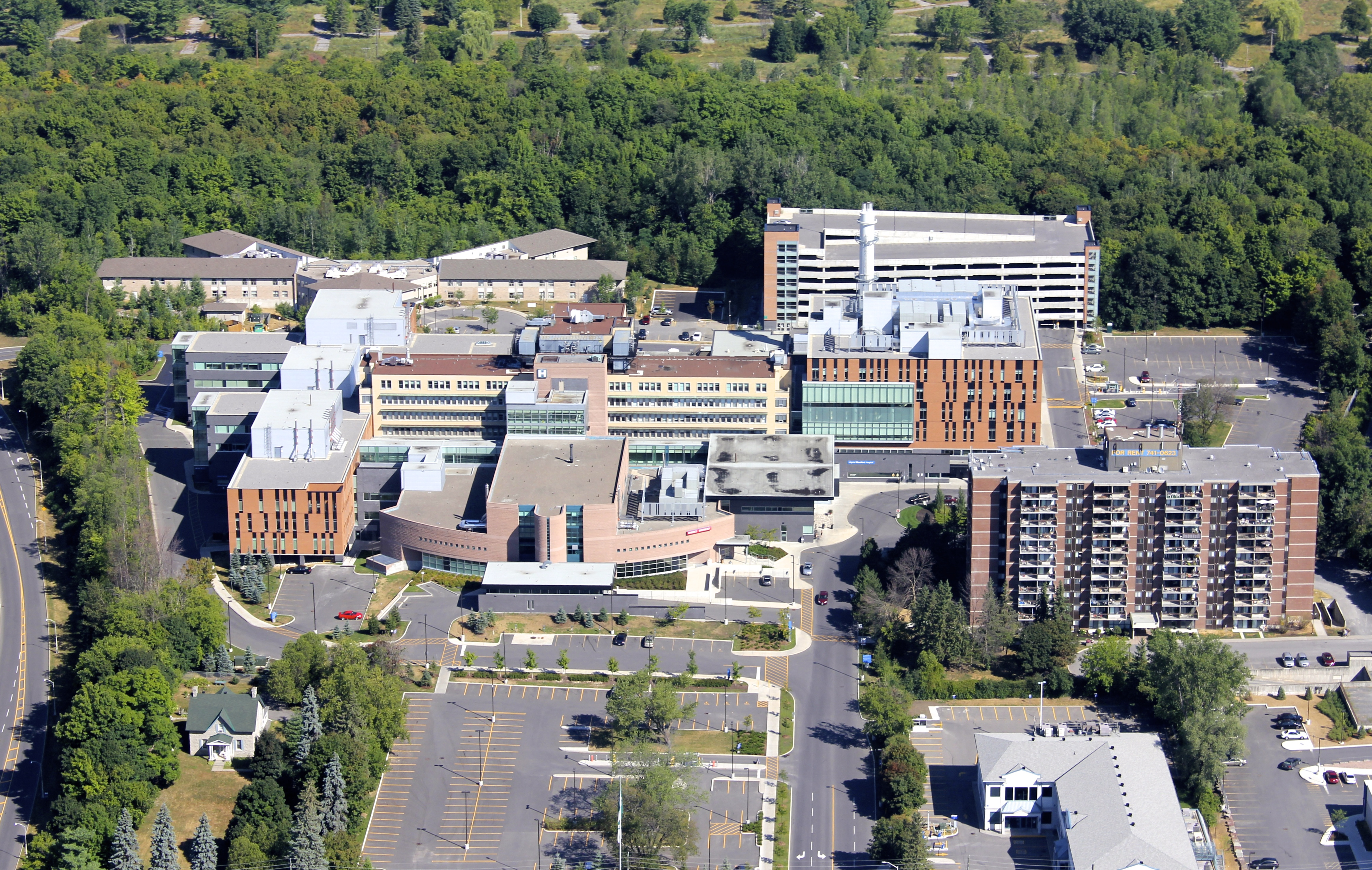
Hôpital Montfort, à Ottawa (Ontario).

À l’élection ontarienne de juin 1995, les progressistes-conservateurs sont élus en promettant, par une « Révolution du bon sens », de sabrer dans les dépenses publiques. Dès la formation du gouvernement, de nombreux projets francophones sont annulés. Le Conseil de l’éducation et de la formation franco-ontariennes (CEFFO), qui prépare la mise sur pied des conseils scolaires francophones depuis 1993, est aboli. Rare signe encourageant à l’horizon, le gouvernement forme le Groupe d’étude sur la réduction du nombre de conseils scolaires en Ontario et la création des conseils scolaires de langue française. Obligé de régler le dossier, le gouvernement de Mike Harris procède à une réorganisation des conseils scolaires en respectant les doubles obligations de l’Ontario vis-à-vis des articles 23 (1982) et 93 (1867), la Loi 104 de 1997 réduit de moitié le nombre de conseils scolaires et, du côté francophone, regroupe les 3 conseils français, 8 comités, 59 conseils consultatifs et 90 000 élèves en 12 conseils scolaires francophones, dont 8 catholiques et 4 publics. La loi de 1997 modifie également la formule de financement des conseils scolaires de l'Ontario pour la rendre équitable pour tous qu'ils soient publics, catholiques, protestants, francophones ou anglophones. Mike Harris évite ainsi de devoir se présenter devant les tribunaux pour défendre la formule antérieure qui favorisait les conseils scolaires publics anglophones devant les tribunaux à la suite des poursuites entamées par Marleau (Ottawa), et Séguin, Bourgeois, Landry (Cornwall) en 1989.
Le gouvernement provincial envisage de fermer l'hôpital Montfort d'Ottawa en 1997; une manifestation organisée par le mouvement SOS Montfort rassemble 10 000 personnes. L'éducation francophone est réorganisée en 1998 et il y a désormais douze conseils scolaires. En 2000, la Cour divisionnaire de l'Ontario reconnait la protection constitutionnelle de l'hôpital Montfort d'Ottawa, infirmant la décision de la Commission de restructuration des soins de santé, qui porte toutefois cette décision à la Cour d'appel en 2000. En 2002, la Commission de restructuration des soins de santé perd sa cause devant la Cour d'appel, permettant à l'hôpital Montfort de rester ouvert.
Une première Entente Canada-communauté-Ontario est signée en décembre 1996. Le ministère du Patrimoine canadien promet 18,6 M $ sur cinq ans pour l’ensemble du réseau associatif. La somme ne sera plus gérée par l’ACFO provinciale, mais par un « Comité de démarrage ». Également dans l’Entente, le ministère exige une refonte des structures de l’ACFO provinciale pour répondre aux critiques venant de communautés ethnoculturelles, qui se disent mal représentées par le leadership traditionnel. En février 1998, le Comité de démarrage organise à Sudbury un atelier de reconceptualisation. La nouvelle structure de gouvernance provinciale aurait 6 secteurs (associations sectorielles, régions, institutions, individus, minorités ethnoculturelles et groupes raciaux) recevant leur financement directement de l'État fédéral; chacun nommerait 2 ambassadeurs à un conseil provincial dont le rôle serait la représentation politique. Les administrateurs de l’ACFO décident de ne pas adopter la proposition, la jugeant trop politiquement contraignante. En janvier 1999, le ministère du Patrimoine canadien réagit en constituant le Comité de la direction de l’Entente Canada-communauté-Ontario (DECCO). La DECCO rassemblera 16 représentants de secteurs de la collectivité franco-ontarienne. Embourbée de problèmes, l’ACFO ne semble pas avoir l’énergie ou la confiance pour contester la démarche. Le gouvernement confie la présidence de la DECCO à Jean Comtois, consultant en gestion organisationnelle depuis sa retraite du ministère de l’Éducation.

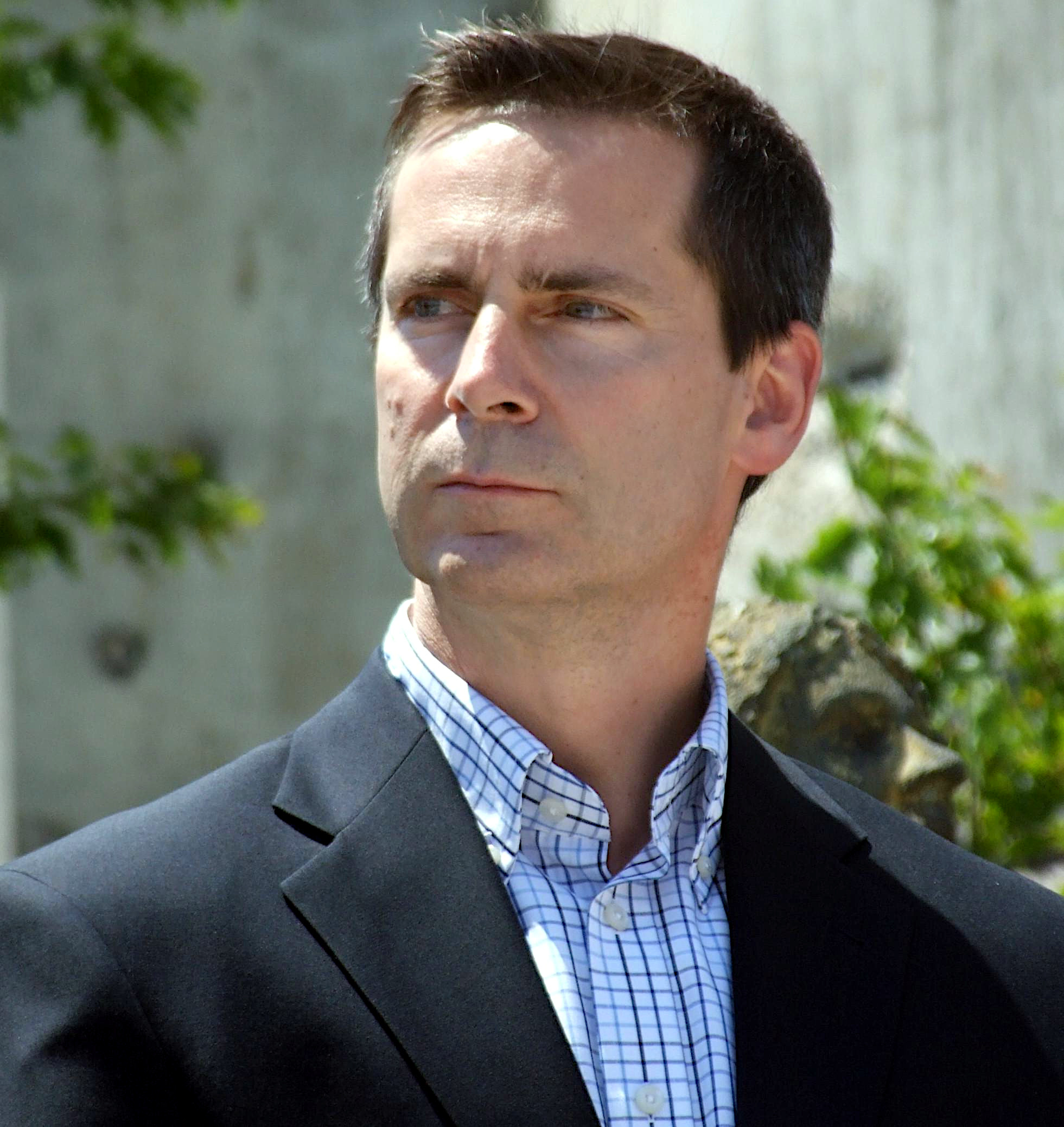
Le premier ministre (2003-2013) de l'Ontario, Dalton McGuinty.

L’ACFO subira une troisième vague de compressions à son financement fédéral de 40 355 $ en 1999 et de 71 103 $ en 2000; elle perd aussi 71 % de son financement provincial entre 1995 et 2002. L'ACFO perd la capacité d’embaucher un directeur général; les présidences doivent cumuler les deux fonctions. Le 1er décembre 2003, l’ACFO étant financièrement incapable de renouveler son bail à Toronto, le président Jean-Marc Aubin annonce la fermeture de son quartier général. Aubin jette le blâme sur la gestion du ministère du Patrimoine canadien et des compressions aux octrois gouvernementaux. La nouvelle envoie une onde de choc dans le milieu associatif.
Rare gain pour ces années, le drapeau franco-ontarien est officiellement reconnu par l'Assemblée législative de l'Ontario comme emblème officiel de la collectivité franco-ontarienne en 2001.
Les élections ontariennes d’octobre 2003 permettent aux libéraux de revenir au pouvoir. La ministre déléguée aux Affaires francophones, Madeleine Meilleur, entretient des liens de proximité avec les organisations franco-ontariennes. Il lui faut quelques jours pour qu’elle débloque un financement d’urgence à l’ACFO afin que celle-ci puisse continuer « des activités », alors qu’Aubin a annoncé leur « suspension » le 1er décembre. Le nouveau premier ministre fédéral, Paul Martin, s’engage à renverser certaines compressions. Dans ce nouveau contexte politique, l’ACFO peut espérer régler ses problèmes financiers. L’ACFO continue de refuser certaines recommandations de la DECCO. L’idée de redéménager le siège social à Ottawa et de fusionner des deux organismes fait son chemin... Les présidents Jean Comtois (DECCO) et Jean Poirier (ACFO) coprésident le Comité de transition et parcourent la province, à l’été 2005, pour rencontrer les regroupements sectoriels et les ACFO régionales, rassurer les gens du bienfondé d'une fusion et dissiper le potentiel pour une résistance à celle-ci.

### Les efforts de recomposition pour une collectivité franco-ontarienne (2006-2020)
Née le 1er avril 2006, l’Assemblée de la francophonie de l’Ontario (AFO) se distingue de l’ancienne ACFO provinciale : elle ne gère plus l’enveloppe du financement fédéral pour les ACFO régionales et se dote d'un conseil d’administration auquel siègent 10 représentants régionaux et 14 représentants sectoriels. L’AFO s’inspire des modes de représentation de l’ACFO et de la DECCO pour donner l’impression qu’elle ne ressemble pas plus à l’un ou l’autre de ses ancêtres.
L’une des premières revendications de l'AFO est la Définition inclusive francophone (DIF), qui servira à élargir le « contingent franco-ontarien » aux immigrants dont la première langue est le français, mesure qui sera reconnue par le gouvernement provincial en 2009. On y gagne une certaine reconnaissance comme petite société pouvant intégrer des nouveaux venus. La DIF exclut les francophiles canadiens, inclut certaines personnes qui ne parlent plus le français et, selon certains critiques, ne saisit pas la complexité de l’appartenance communautaire. La DIF est pourtant utile comme instrument, pour l'AFO et les agences du gouvernement, pour estimer le nombre de citoyens qui pourraient se prévaloir de services gouvernementaux en français.
Dans la décennie 2010, l'AFO stabilise son administration et devient « un gestionnaire de fonds crédible », d'après Denis Vaillancourt, lui-même ex-sous-ministre adjoint à l'éducation, et président de l'AFO de 2010 à 2016. En ce qui concerne le conseil d’administration, on y réduit le nombre de sièges de 24 à 11 en 2013. La formule maintient une représentation régionale et sectorielle (jeunes, femmes, aînés, minorités raciales, minorités culturelles). Pour demeurer branché sur la variété des secteurs de la vie franco-ontarienne, l'AFO tient des tables régionales quatre fois par année; en 2018-2019, 513 personnes participent à ces tables.
Si la programmation universitaire en français s'est considérablement élargie au tournant des années 1990, elle stagne, puis le poids des étudiants inscrits à une majorité de cours en français diminue à 27 % à l’Université d’Ottawa et à 18 % à l’Université Laurentienne. Les établissements sont aussi affligés par des problèmes entourant le rejet du biculturalisme, l’annulation de cours en français, la création de nouvelles institutions – une école de médecine (2005) et une école d’architecture (2013) à Sudbury – sans cours en français. Enfin, la sous-représentation des Franco-Ontariens dans le corps professoral et les hauts échelons de l’administration demeure. La restructuration du régime universitaire franco-ontarien est revendiquée par un nouveau groupe, le Regroupement étudiant franco-ontarien (RÉFO, 2009), mis sur pied par des anciens de la Fédération de la jeunesse franco-ontarienne (FESFO). Après six ans de consultations et de mobilisations conjointes entre l’AFO, le RÉFO et la FESFO, les trois partis politiques à Queen’s Park en viennent à appuyer publiquement le projet d’une université franco-ontarienne. L'Université de l'Ontario français accueille ses premiers étudiants en septembre 2021.

Le gouvernement libéral (2003-2018) crée une série de mécanismes de concertation, qui amène son lot de gains et d'échecs. Les libéraux créent le Commissariat aux services en français en 2007, mais refusent de mettre à jour ou de constitutionnaliser la Loi sur les services en français. Le gouvernement inclut les immigrants dont la première langue officielle parlée est le français dans sa « définition inclusive » des francophones, mais ne crée pas de mécanismes pour augmenter le nombre d’immigrants francophones. De nouveaux territoires sont désignés sous la Loi sur les services en français, dont Kingston (2009) et Markham (2018), mais le gouvernement ne poursuit pas le processus de désignation des territoires des villes d’Oshawa et de Vaughan, même si elles atteignent les seuils d’admissibilité. La province refuse enfin d’imposer le bilinguisme officiel à la ville d’Ottawa, cadeau demandé par les Franco-Ontariens à l’occasion du 150e anniversaire de la Confédération, mais modifie la loi constituant la ville pour reconnaitre son caractère bilingue.

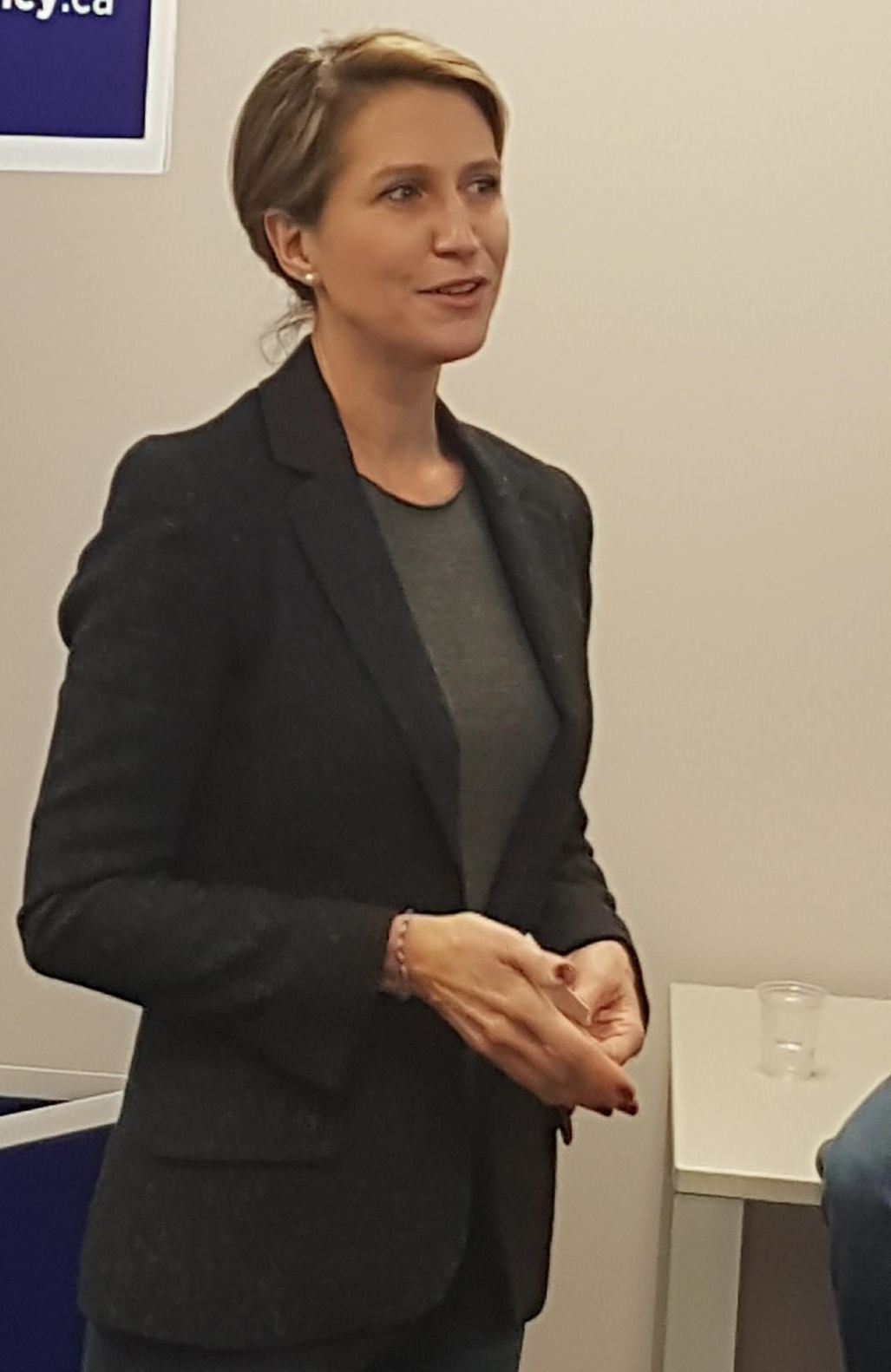
La ministre Caroline Mulroney (2018).

En juin 2018, la formation d’un gouvernement progressiste-conservateur comporte des risques pour les Franco-Ontariens. L’AFO ne voit pas venir l’annonce du 15 novembre 2018, qu’elle surnommera le « jeudi noir ». Dans son énoncé économique, le gouvernement progressiste-conservateur annonce qu'un examen plus détaillé de la situation financière de la province a amené le gouvernement à annuler les plans de la création d’une nouvelle université de langue française". Le gouvernement annonce aussi l'abolition du Commissariat aux services en français. Le 1er décembre 2018, 15 000 Franco-Ontariens prennent la rue dans 45 manifestations tenues aux quatre coins de la province. Environ 2000 cartes postales sont envoyées aux ministres Caroline Mulroney (Affaires francophones) et Vic Fideli (Finances), puis au premier ministre Doug Ford; une pétition lancée en ligne recueille 26 800 signatures. La « Résistance » mobilise la collectivité franco-ontarienne, qui fait écho aux mobilisations contre le règlement 17, et tait des divisions internes, notamment sur le projet d'une université franco-ontarienne installée à Toronto.
On réussira à remettre sur les rails le projet d'université franco-ontarienne, puis à faire nommer une commissaire aux services en français, à l'intérieur du bureau de l'Ombudsman de l'Ontario. Dans son bilan annuel 2019-2020, l'AFO se réjouit de l’intégration de la langue officielle sur la carte-santé ontarienne, du rétablissement d’un ministère des Affaires francophones, puis de la création d’un point d’accueil à l’aéroport Pearson de Toronto pour les immigrants de langue française. Le plan stratégique communautaire (PSC) Vision 2025 accorde la priorité à l’augmentation du financement de base des associations et des services gouvernementaux en français. Le PSC est ambigu vis-à-vis de l’autonomie institutionnelle et politique des Franco-Ontariens et occulte certaines questions, dont la préservation des traditions culturelles des Franco-Ontariens, le lien entre la lutte à la pauvreté et la rétention culturelle et l’égalité des genres, entre autres exemples.

#### Les inscriptions à l'école de langue française (1983-2016[111])
| Province ou territoire | Année   | Total des inscriptions scolaires | Inscriptions dans une école de langue minoritaire | Niveaux compris dans les inscriptions | Poids des inscriptions par rapport au total |
| Ontario                | 1983-84 | 1 773 478                        | 91 176                                            | Mat. à la 12e a.                      | 5,1 %                                       |
| Ontario                | 2015-16 | 1 993 431                        | 103 491                                           | Mat. à la 12e a.                      | 5,2 %                                       |

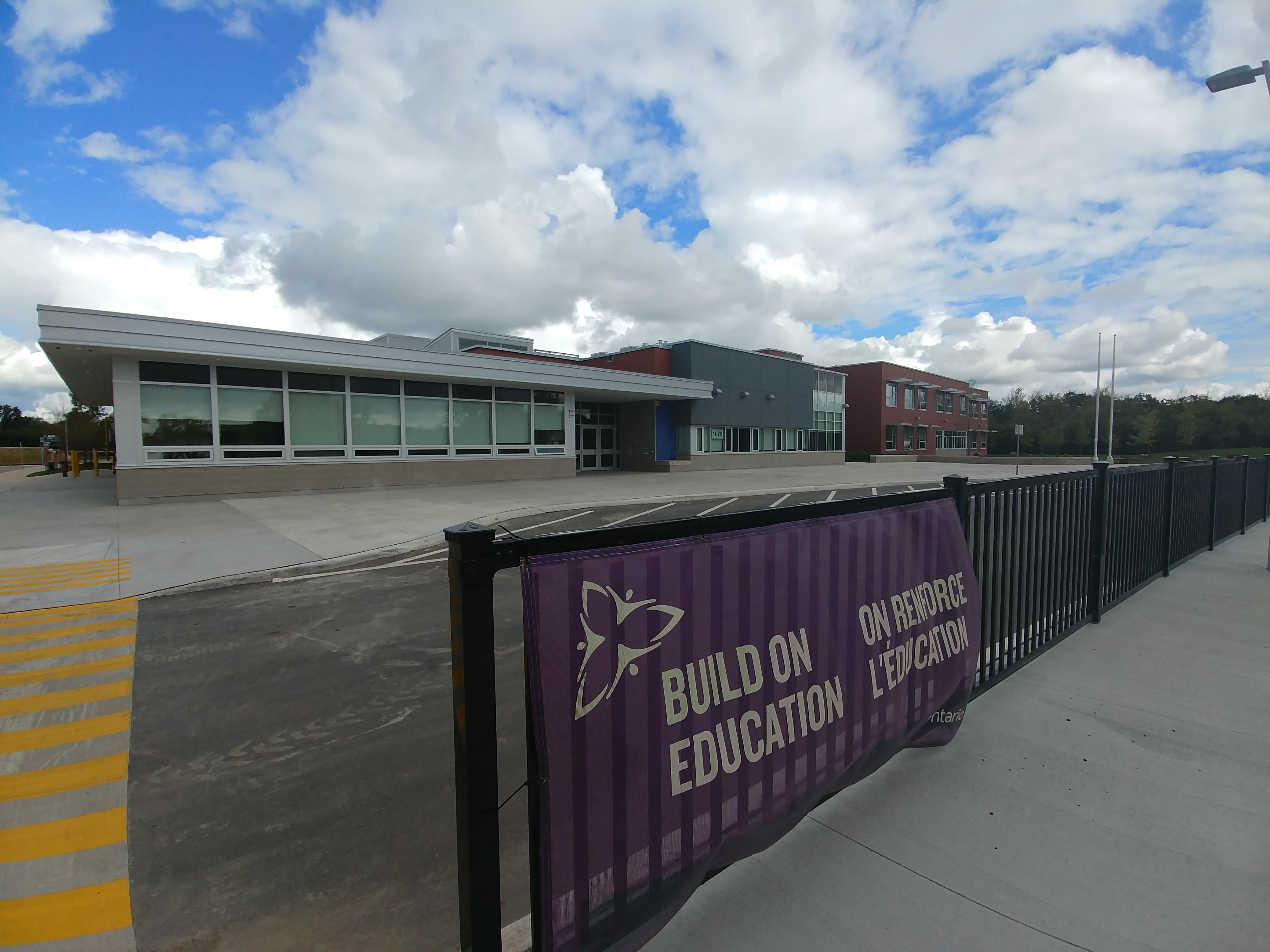
École secondaire Gaétan Gervais, à Oakville (Ontario).

L’article 23 a permis d’augmenter l’accès et la participation des ayants droit inscrits à une éducation de langue française.
Dans les « berceaux » du Canada français, ces localités rurales ou semi-urbaines longeant la frontière du Québec, les majorités francophones parviennent à maintenir des milieux où le français est une langue tant privée que publique. Dans les écoles rurales de Prescott-Russell et de Témiskaming-Cochrane par exemple, cinq élèves sur six ont le français comme langue maternelle. L’endogamie y est plus commune que l’exogamie et le taux d’assimilation vers l’anglais est la plupart du temps inférieur à 20%.
Un nombre grandissant d'écoles sont situées au cœur des nouvelles francophonies urbaines, animées principalement par de nouveaux arrivants francophones dans un milieu multiculturel et anglodominant. Si la diversité religieuse et ethnique est au rendez-vous, selon l'historien Yves Frenette, la culture anglo-américaine y encadre le quotidien des jeunes.

## Population et société

### Le français parlé en Ontario
Dans les régions de l'Ontario où l'influence de la langue majoritaire est la plus marquée, on détecte souvent chez les Franco-Ontariens une utilisation d'accents toniques à l'anglaise. Ceci peut parfois s'expliquer par une exposition réduite et un accès limité au français standard lors de l'apprentissage et le façonnement de la maîtrise du français oral de chaque individu grâce à son niveau d'exposition personnel à la culture francophone. Les Franco-Ontariens les plus instruits, ou provenant de certains villages francophones linguistiquement homogènes, parlent généralement le français québécois, et l'utilisent quotidiennement. La vaste majorité d'entre eux est bilingue et peut communiquer également en anglais, souvent en pratiquant l'alternance de code, c'est-à-dire en alternant entre la langue française et la langue anglaise.
D'après la linguiste Julie Boissonneault, il demeure difficile de cerner à quoi ressemble le "parler franco-ontarien" pour au moins trois raisons : les ouvrages de référence à son sujet sont rares, sa parenté avec le français québécois est considérable chez les Franco-Ontariens de descendance canadienne-française, puis les variations selon les régions et les origines individuelles sont grandes.
La linguiste Hélène Koscielniak constate, dans la langue des Franco-Ontariens, des marqueurs similaires au parler québécois, c'est-à-dire le recours à l'élision - "Es-tu allé a'partie?" pour "Es-tu allé à la partie?", certaines prononciations inexactes - "frette" pour "froid", la généralisation du pronom "on" pour exprimer la deuxième personne du pluriel, ainsi que des généralisations verbales et temporales - "Faut que j'dors". Elle note aussi des emprunts à l'anglais en forme intégrée - "toffer" pour "endurer", mais aussi des calques de l'anglais plus rares au Québec - dont "Ça sonne mal".
D'autres linguistes ont plutôt cherché à cerner des marqueurs originaux au parler franco-ontarien, c'est-à-dire le maintien de formes et de vocables qui ne sont plus d'usage à l'extérieur de l'Amérique - dont "je vas" pour dire "je vais" ou "abrier" pour "couvrir", l'extension de l'aire sémantique d'un mot - dont le sens du mot "tour" dans la locution "donner un tour à quelqu'un" au lieu de "lift", l'alternance entre l'auxiliaire avoir et être, la disparition du subjonctif et l'usage concurrent de locutions - telles que "[ça] fait que / donc / alors / so".
Koscielniak propose de nommer le parler français de l'Ontario le "tarois", ce qui dégage dans l'imaginaire collectif, selon Boissonneault, une forme familière et fortement anglicisée de la langue. Koscielniak décrit le tarois comme "un cocktail de français, d'anglais, de joual, et d'autochtone, aromatisé d'une diversité d'accents". On pourrait établir un parallèle entre le tarois, le chiac acadien et le joual québécois. Du même souffle, il faudrait aussi faire la distinction entre le français franco-ontarien plus soutenu - au même titre que le français québécois et le français acadien, selon Boissonneault, pour signaler l'accès de plusieurs Franco-Ontariens à plus d'un registre de langue. Un tel geste équivaudrait à un acte de légitimation d'une distinction - comme l'ont fait les Québécois et les Acadiens dans les décennies 1960 et 1970 - et pourrait renforcer la sécurité linguistique des francophones de l'Ontario.
Le manque de confiance demeure grand, selon Normand Renaud, qui écrivait en tant qu'animateur de Radio-Canada à Sudbury en 2002: "Au moins la moitié des personnes à qui je demande une entrevue me disent d'abord ["Mon français est pas très bon"]. Au moins cent pour cent d'entre elles me disent ensuite plein de choses bien assez bonnes pour passer à la radio."

### Langue maternelle, langue d'usage et bilinguisme
Les Franco-Ontariens représentent, en nombre absolu, la plus grande communauté de francophones du Canada, après celle du Québec ; elle représente plus de 50 % des francophones hors Québec.
Or, le poids du français comme première langue officielle parlée recule parmi la population ontarienne, passant de 4,7 % en 2001, à 4,3 % en 2011, puis à 3,8 % en 2021.
Bien qu'une partie de ce déclin soit attribuable à la croissance plus rapide de la population anglophone - la population de la province a cru de 6 % pour atteindre 14,2 millions, en grande partie grâce à l'immigration internationale. À contrario, en nombre absolu, le déclin du nombre de francophones est au même moment manifeste. Le nombre de francophones diminue en effet de 17 000 entre 2016 et 2021 passant à 592 000.
C'est dans les villes ayant historiquement abrité d'importantes communautés francophones que le déclin relatif se fait le plus évident, entre 2016 et 2021: dans le Grand Sudbury, son poids est passé de 28 % à 22 %; à Timmins, il a reculé de 36 % à 32 %; à Hearst, de 93 % à 86 %; à Nipissing-Ouest, de 61 % à 57 %; à Ottawa, de 16 % à 15 %; à Cornwall, de 23 % à 19 %. "À l'extérieur du Québec," explique Éric Caron-Malenfant, directeur adjoint du centre de démographie de Statistique Canada, "la population de langue française est plus âgée, donc il y a davantage de décès."
C'est ainsi que ce n'est pas seulement le poids relatif des francophones qui diminue, mais aussi le nombre brut: dans le Grand Sudbury, le nombre a diminué de 40 500 (2016) à 36 980 (2021), soit la perte d'un francophone sur 11 en cinq ans. À Hawkesbury, localité toujours à 80 % francophone en 2016, le nombre de résidents francophones est passé de 8 030 (2016) à 7 450 (2021), soit la perte d'un francophone sur 14 en cinq ans. Dans les extrêmes banlieues d'Ottawa, dont la municipalité de Russell, le nombre de francophones a augmenté de 430 individus, mais l'emménagement d'un nombre supérieur d'anglophones a fait passer le nombre de francophones de 42 % (2016) à 39 % (2021). Dans leur ensemble, les comtés de Glengarry, Prescott et Russell ont vu une légère augmentation du nombre de francophones, passant de 109 975 (2016) à 116 473 (2021), mais un recul de leur poids relatif de 62 % (2006) à 56 % (2021), le nombre d'anglophones y augmentant plus rapidement.
La population francophone se déplace de plus en plus vers les grands centres: Sudbury pour le Nord, Ottawa et ses banlieues pour l'Est et les grandes villes du Sud de l'Ontario. Dans cette dernière région, le nombre de francophones augmente, mais leur poids diminue : il est de 6 % à Midland, 4 % à Kingston, 3 % à Windsor, 2 % à Toronto et 1 % à Peterborough; les francophones de la région habitent presque tous des villes où ils comptent pour moins de 6 % de la population locale.
En 2016, 46 % de la population de langue maternelle française avait adopté l'anglais comme langue parlée le plus souvent à la maison; ce chiffre a grimpé à 47 % en 2021. "C'est un phénomène non négligeable" et "préoccupant", d'après Jean-Pierre Corbeil, ancien directeur adjoint è la division de la diversité et de la statistique socioculturelle de Statistique Canada.
En 2021, 1,2 million d'ontariens peuvent s'exprimer dans les deux langues officielles.

## Économie
En 1973, les professeurs Yvan Allaire et Jean-Marie Toulouse publient les résultats de leur enquête auprès de 1000 chefs de ménage, intitulée Situation socio-économique et satisfaction des chefs de ménage franco-ontariens. Allaire et Toulouse rappellent la complexité de constituer une « économie franco-ontarienne » alors que la population se disperse vers les villes, où elle vit de plus en plus parmi la majorité anglophone. Entre 1961 et 1971, l’écart des revenus annuels avec la majorité s’est rétréci de 13 % à 7 %, mais le quart des Franco-Ontariens continuent de vivre sous le seuil de pauvreté.
Selon l’historien Fernand Ouellet, en 1971, les Franco-Ontariens sont 33 % moins portés que la moyenne à œuvrer dans le secteur de la finance, mais 36 % plus disposés à se retrouver le secteur des services publics.
En 2006, les écarts demeurent sensiblement les mêmes, signal que les francophones ayant résisté à un transfert linguistique et culturel à la majorité anglophone demeurent plus portés à œuvrer en éducation et dans l’administration publique – où les services dans les deux langues officielles sont prisés – mais demeurent sous représentés dans les hautes strates entrepreneuriales et financières. De plus, d'après les statisticiens Jean-Pierre Corbeil et Sylvie Lafrenière, les jeunes adultes ayant appris comme enfants le français et l’anglais en même temps, gagnent aujourd’hui des revenus 25 % inférieurs à la moyenne provinciale, ce qui souligne que l’acculturation n’est pas synonyme d’une association sociale.

## Culture

### Journaux
L'Ontario a un quotidien francophone, le journal Le Droit d'Ottawa. Il y a 17 autres communautés ontariennes qui ont un hebdomadaire francophone. Parmi les principaux, on retrouve L'Express à Toronto, Le Métropolitain de Toronto, Le Voyageur de Sudbury, L'Action de London-Sarnia, Le Rempart de la région de Windsor, Le Journal de Cornwall dans l'Est ontarien, ainsi que le journal Les Nouvelles de Timmins et le journal Le Nord à Hearst.
Il existe aussi quatre journaux étudiants publiés dans les universités et collèges franco-ontariens dont La Rotonde, journal francophone de l'Université d'Ottawa, Protem, le journal bilingue du Collège Glendon, L'Orignal déchaîné de l'Université Laurentienne et le SagaCité de la Cité Collégiale.

### Télévision
La télévision du Groupe média TFO, une agence publique du gouvernement de l'Ontario, possède des transmetteurs dans dix-huit communautés de la province, mais n'est disponible que sur le câble. En 2003, TFO a produit son premier téléroman franco-ontarien, FranCœur. TFO diffuse aussi au Nouveau-Brunswick et au Québec.
La Société Radio-Canada possède trois stations affiliées en Ontario : CBOFT à Ottawa, CBLFT à Toronto et CBEFT à Windsor. Ces stations diffusent à travers la province et proposent la même programmation.
La télévision française du câblodistributeur Rogers est aussi un poste de télévision communautaire important à Ottawa.
TVA, TV5 Québec Canada, Unis et ICI RDI sont disponibles sur tous les réseaux câblés ontariens et les stations sont mandatées par le Conseil de la radiodiffusion et des télécommunications canadiennes (CRTC) pour être diffusées par toutes les compagnies canadiennes de câble. Lorsqu'il y a une demande suffisante pour d'autres stations en français, les compagnies de câble peuvent également offrir TQS (maintenant Noovo), MusiquePlus et RDS à leur population. Ces stations n'ont qu'un statut discrétionnaire à l'extérieur du Québec et du Nouveau-Brunswick.

### Radio
Pour ce qui est de la radio, la communauté franco-ontarienne est servie principalement par le service de radio de Radio-Canada, ICI Radio-Canada Première. Les stations de radio sont situées à Ottawa, Toronto et Sudbury et diffusent dans toute la province. ICI musique diffuse seulement à Ottawa, Toronto, Sudbury, Windsor et Paris.
Le nord de l’Ontario est desservi par les radios commerciales francophones de Le5 Communications, propriété de l’avocat franco-ontarien Paul Lefebvre. Les stations Le Loup FM 98,9 Sudbury (CHYC FM), Le Loup FM 97,1 Nipissing Ouest (CHYC FM) et  Le Loup FM 104,1 Timmins (CHYK FM) avec 2 retransmetteurs CHYX FM 93,7 à Kapuskasing et CHYK-FM2 92,9 à Hearst. Le réseau rejoindrait environ 100 000 auditeurs des 220 000 en mesure de syntoniser les stations. Une radio communautaire de Chapleau, CHAP FM 95,9, rediffuse de façon intégrale CHYC FM Sudbury; elle est propriété de Formation Plus, une formation éducative à Chapleau.

Il existe aussi des stations de radios à but non lucratif dans plusieurs communautés. Parmi celles-ci, on retrouve CFRH à Penetanguishene, CINN à Hearst, CKGN à Kapuskasing, CHOD à Cornwall, CFDN à North Bay, CJFO à Ottawa et CHOQ à Toronto.

### Cinéma
Ottawa est le seul endroit de la province qui a un accès régulier aux films de langue française. Toutefois, le festival Cinéfest de Sudbury et le Festival international du film de Toronto incluent une programmation française. Les communautés plus petites ont quelquefois des possibilités de voir des films québécois ou français au cinéma. Les films francophones sont aussi disponibles sur TFO, Radio-Canada et pour les régions voisines de la province de Québec, sur les chaines TVA, Canal V et Télé-Québec. Quelques producteurs de films québécois ont récemment distribué leurs films dans des salles ontariennes en version originale française avec sous-titres en anglais, se situant dans des marchés francophiles propices. Ce fut le cas de films comme Le Survenant, La Petite Aurore, l'enfant martyre, Bon Cop, Bad Cop, Maurice Richard et Séraphin : un homme et son péché.
En 2011, le premier film complètement franco-ontarien, La Sacrée, entre en salle. Ce film raconte l'histoire d'un petit village ontarien fictif qui se bat pour relancer une économie moribonde avec la création d'une microbrasserie produisant une bière unique : la sacrée.

### Théâtre
Huit compagnies de théâtre professionnelles offrent des productions théâtrales en français, incluant quatre compagnies à Ottawa (Théâtre du Trillium, Théâtre de la Vieille 17, Vox Théâtre et le Théâtre la Catapulte), une à Sudbury (Théâtre du Nouvel-Ontario) et trois à Toronto (Théâtre Corpus, Théâtre La Tangente et Théâtre français de Toronto). Il existe aussi beaucoup de théâtres communautaires et de théâtres scolaires. Le milieu théâtral est soutenu par Théâtre Action, un organisme porte-parole pour le théâtre franco-ontarien dans les secteurs scolaires, communautaires et professionnels.

### Musique
Les festivals annuels de musique incluent La Nuit sur l'étang à Sudbury et le Festival franco-ontarien. Les personnalités musicales franco-ontariennes sont, entre autres, Véronic Dicaire, Robert Paquette, Marcel Aymar, En Bref, Brasse Camarade, CANO, Garolou, Damien Robitaille, Swing et Deux Saisons. Le milieu musical franco-ontarien est soutenu par L'APCM, organisme porte-parole des professionnels de la chanson et de la musique.
L'hymne officieux de la communauté franco-ontarien est Notre place par Paul Demers et François Dubé,,.

### Musiciens et musiciennes franco-ontariens
- AkoufèN
- Alanis Morissette
- Andrea Lindsay
- Balise
- Brasse Camarade
- Breen LeBoeuf
- CANO
- Chanda Legroulx
- Chuck Labelle
- Damien Robitaille
- Donald Poliquin
- Éva Gauthier
- François Dompierre
- François Dubé
- Garolou
- Gabrielle Goulet
- Gerry Joly
- Guy Mignault
- Herléo Muntu
- Jean Deschênes
- Kif Kif
- Le Diable aux Corsets
- Marcel Aymar
- Marc Lalonde
- Mehdi Cayenne
- Michel Lalonde
- Marie-Soleil
- Monique Brunet
- Pandaléon
- Paul Demers
- René Lemieux
- Robert Paquette
- Roch Castonguay
- Ronald Després
- Sebastien Grainger
- Shawn Jobin
- Stef Paquette
- Suzanne Pinel
- Swing
- Véronic Dicaire
- ZPN

Plusieurs des artistes font partie de l'Association des professionnels de la chanson et de la musique (APCM).

### Humour
Le Duo DDT, Improtéine (Vincent Poirier, Olivier Nadon, Stephane Guertin, Nadia Campbell, Martin Laporte), Patrick Groulx, Katherine Levac sont des figures de proue de l'humour franco-ontarien.

### Littérature
Depuis le début des années 1970, une littérature autonome s'est développée en Ontario français. L'Ontario a huit maisons d'édition francophones, dont les éditions Prise de parole à Sudbury, les Éditions David, les Éditions du Nordir, les Éditions L'Interligne et les Éditions du Vermillon à Ottawa, les Éditions du Chardon Bleu à Plantagenet, les Éditions du GREF et les Éditions Sivori à Toronto. Le Centre franco-ontarien de ressources pédagogiques (CFORP) à Ottawa agit aussi comme éditeur de matériel pédagogique.
Au nombre des écrivains, essayistes et poètes franco-ontariens actuels, on retrouve notamment Philippe Bernier Arcand, Michel Bock, Andrée Christensen, Jean-Marc Dalpé, Patrice Desbiens, Robert Dickson, Doric Germain, Maurice Henrie, Andrée Lacelle, Daniel Marchildon, Michel Ouellette, François Paré, Daniel Poliquin, Paul-François Sylvestre, Lola Lemire Tostevin, Dominique Demers, Jean Éthier-Blais et Gaston Tremblay.

### Symboles

#### Drapeau franco-ontarien

Drapeau franco-ontarien.

Le drapeau franco-ontarien est déployé officiellement pour la première fois le 25 septembre 1975 à l'Université de Sudbury, puis est adopté par les congressistes de l'ACFO en 1977. La paternité du drapeau revient à Gaétan Gervais, professeur d'histoire, et à Michel Dupuis, à l'époque étudiant en sciences politiques. En 2001, ce drapeau est reconnu comme symbole officiel de la collectivité franco-ontarienne; en 2010, il devient un emblème officiel de la province, reconnu par l'Assemblée législative de l'Ontario.

## Franco-Ontariens célèbres
- Al Arbour, ancien joueur et entraîneur vedette de la Ligue nationale de hockey
- Dan Aykroyd comédien, franco-ontarien par sa mère
- Mauril Bélanger, député fédéral
- Napoléon Antoine Belcourt (1860-1932), président de la Chambre des communes (1904-1905)
- Clément Bérini, artiste visuel
- Gilles Bisson, membre de la législature de l'Ontario
- Lina Blais, comédienne
- Frank Boucher (1901-1977), ancien joueur de hockey
- Don Boudria, ancien député fédéral et ancien ministre
- Dan Boyle, joueur de hockey. Il a joué pour les Panthers de la Floride, le Lightning de Tampa Bay, les Sharks de San José et les Rangers de New York.
- Rod Brind'Amour, joueur de hockey ayant joué en LNH, a remporté la Coupe Stanley avec les Hurricanes de la Caroline en 2006.
- Jean-Serge Brisson, chef du Parti libertarien du Canada de 1999 à 2008.
- Jean-Sébastien Busque, animateur de l'émission Les Pieds dans la marge
- Nadia Campbell, animatrice de l'émission de télévision Volt, tfo
- Jim Carrey, acteur et humoriste
- Roch Castonguay, comédien
- Cal Clutterbuck, joueur de hockey sur glace évoluant actuellement avec les Islanders de New York en LNH.
- Logan Couture, joueur de hockey sur glace évoluant actuellement avec les Sharks de San José en LNH.
- Jean Marc Dalpé, dramaturge, poète, comédien
- Jean Deschênes, comédien
- Marie-Maude Denis, journaliste d'enquête
- Véronic DiCaire, chanteuse populaire
- les sœurs Dionne
- Matt Duchene, hockeyeur franco-ontarien.
- Luce Dufault, chanteuse
- Michel Dupuis, créateur du drapeau franco-ontarien
- Roy Dupuis, comédien
- Jean Éthier-Blais (1925-1995), journaliste et écrivain
- Anne-Marie Fournier, jeune auteure de romans jeunesse
- Marc-Antoine Gagnier, écrivain et animateur de radio
- Paulette Gagnon, artiste et travailleuse culturelle
- Doric Germain, écrivain
- Gaétan Gervais, créateur du drapeau franco-ontarien
- Claude Giroux, joueur de hockey
- Patrick Groulx, humoriste, animateur et auteur-compositeur-interprète avec Pat Groulx et les Bas blancs.
- Bob Hartley, ex-entraîneur de la LNH
- Chantal Hébert, journaliste
- Aurèle Joliat, (1901-1986), joueur de hockey
- Claude Julien, entraîneur de la LNH pour les Canadiens de Montréal
- Gisèle Lalonde, ancienne mairesse de Vanier et présidente de SOS Montfort
- Simon Lalande, jeune leader franco-ontarien, premier président de l'AFO
- Martin Laporte, écrivain humoristique, pédagogue
- Christian Laurin, comédien
- Chanda Legroulx, comédienne
- René Lemieux, comédien
- Katherine Levac, humoriste et comédienne
- Diane Marleau, députée fédérale et ancienne ministre de la Santé
- Jacques Martin, entraîneur de hockey sur glace.
- Paul Martin, ancien Premier ministre du Canada
- Gilles Marchildon, leader communautaire
- Madeleine Meilleur, ministre du gouvernement de l'Ontario
- Guy Mignault, comédien et directeur artistique du théâtre français de Toronto
- Alanis Morissette, chanteuse de Rock.
- Herléo Muntu, musicien, compositeur et chanteur
- André Paiement, musicien et compositeur canadien
- Gilbert Parent, président de la Chambre des communes (1994-2001)
- Robert Paquette, musicien et compositeur
- Stéphane Paquette, chanteur, animateur et comédien
- Jean Pearson, comédien
- Mathieu Pichette, animateur de l'émission Les Pieds dans la marge
- Jean Poirier, politicien provincial
- Vincent Poirier, comédien et improvisateur
- Denis Potvin, ancien joueur de hockey pour les Islanders de New York, gagnant de 4 coupes Stanley.
- Benoît Pouliot, joueur de hockey professionnel.
- Denis Rancourt, éducateur, scientifique, auteur
- Denise Robert, productrice de cinéma
- Damien Robitaille, auteur-compositeur-interprète et musicien
- Tyler Seguin, joueur de hockey sur glace, évoluant actuellement avec les Stars de Dallas en LNH.
- Brian St-Pierre, musicien, compositeur et programmateur(Festival Franco-Ontarien)
- Steve Sullivan, joueur de hockey
- Félix Tanguay, animateur de l'émission Les Pieds dans la marge
- Alex Trebek, acteur, animateur de jeux télévisés et producteur canadien
- Julien Tremblay, humoriste
- Stéphane Yelle, joueur de hockey
- Talk, né Nicholas Durocher, auteur-compositeur-interprète